# Eufòrbia

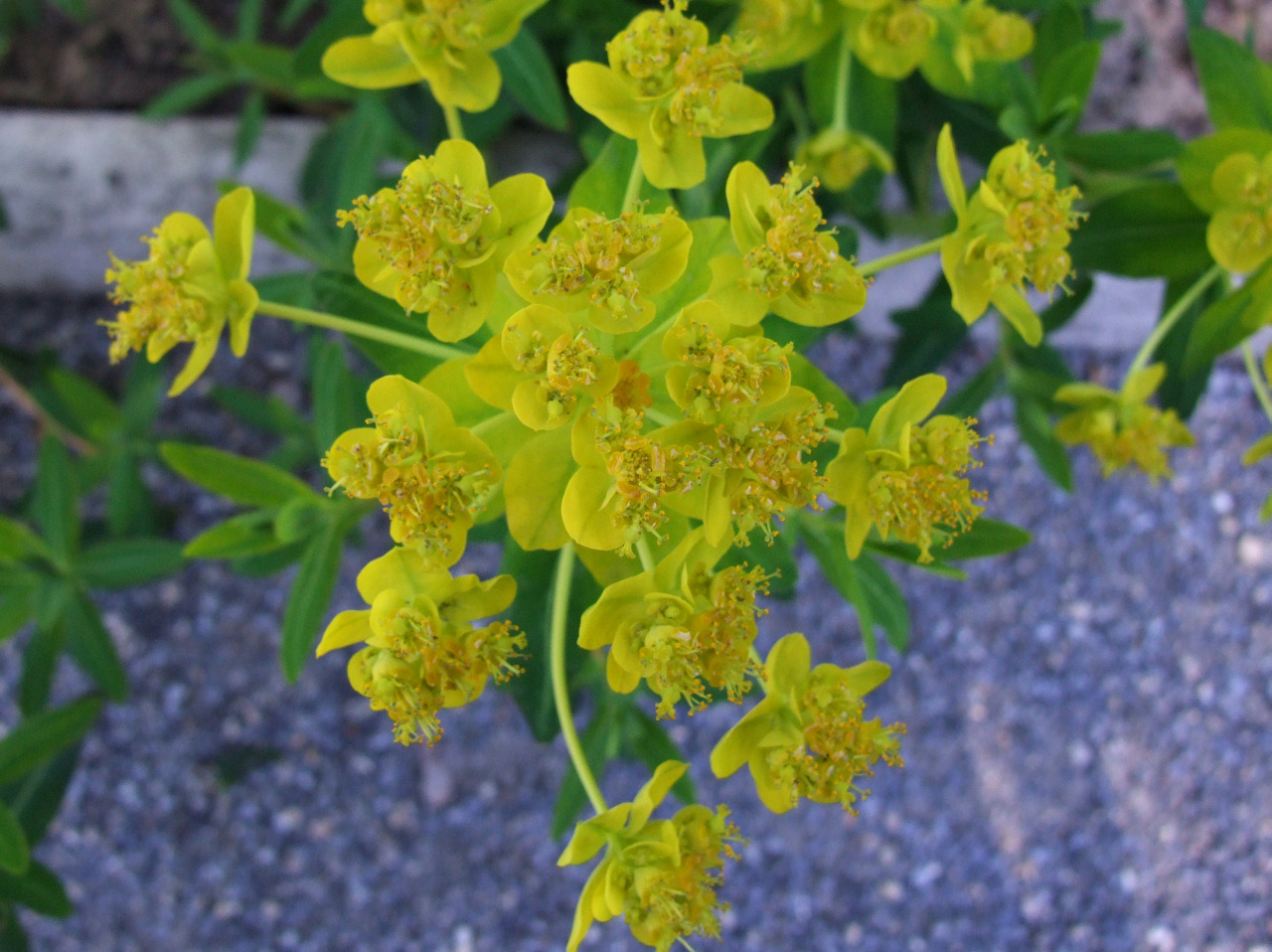
Inflorescència de la lleteresa d'aiguamoll (Euphorbia palustris)

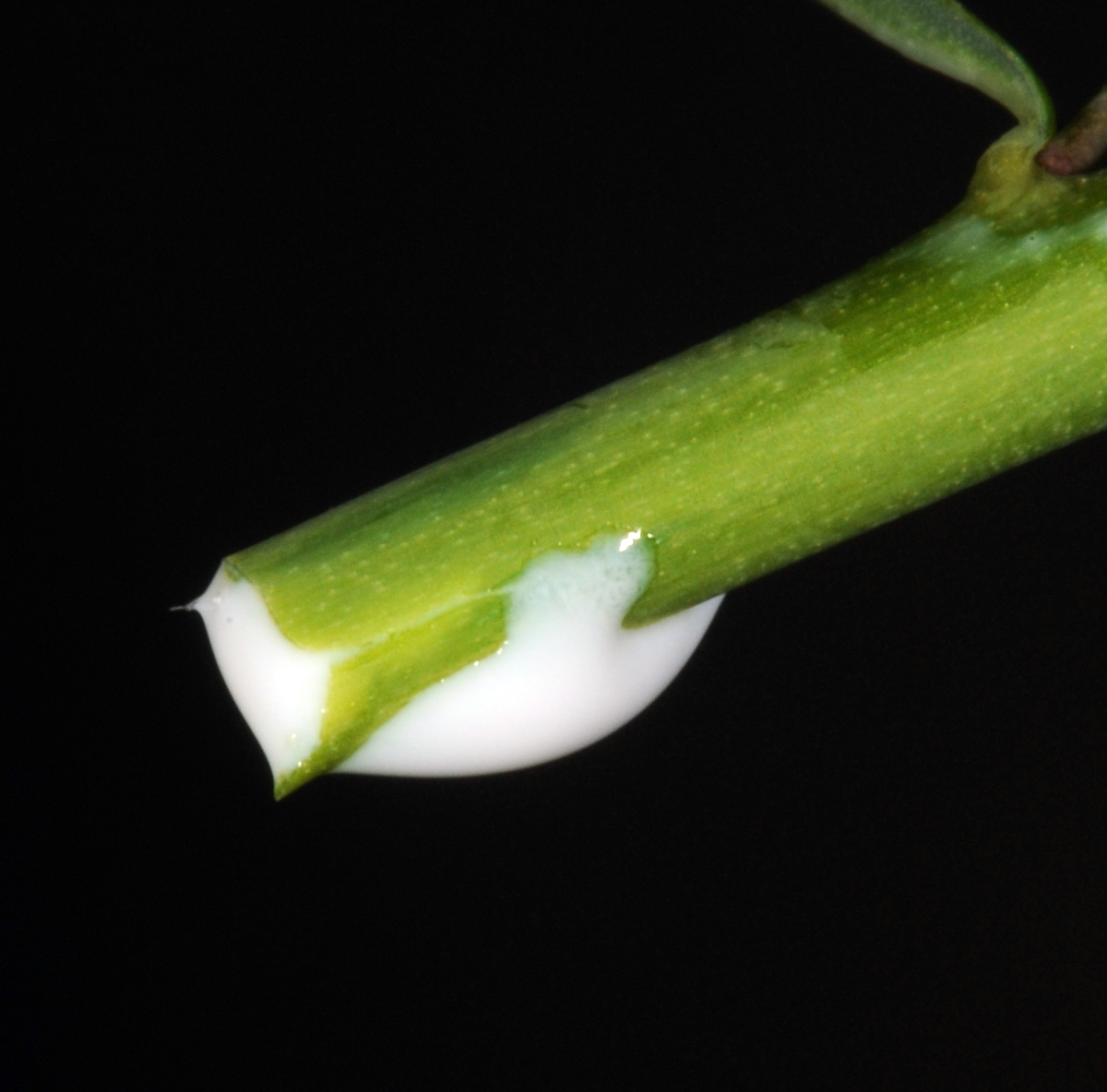
Tija de lleteresa vessant "llet"

Eufòrbia (Euphorbia) és un gènere de plantes angiospermes de la família de les euforbiàcies de distribució cosmopolita. Als Països Catalans són ben conegudes les lletereses i la lleterassa o les ponsèties.

## Distribució i hàbitat
El gènere eufòrbia es troba principalment en regions tropicals i subtropicals de l'Àfrica i Amèrica, però també es troba en zones temperades arreu del món.
Les espècies d'eufòrbia viuen generalment en erms, camps assolellats i a la vora dels camins. Generalment són plantes molt comunes que es troben també en zones àrides.
Algunes espècies viuen fins i tot als deserts i moltes són resistents als herbicides.

## Noms i propietats
Carl von Linné va assignar el nom del gènere en honor del metge i practicant d'herboristeria grec Euphorbus, que medicava el rei Juba II de Numídia (52-50 aC-23).
Als Països Catalans, les plantes natives del gènere eufòrbia es coneixen generalment amb el nom de lletereses o una de les seves variants, com lletera, lletrera, lleterola, o lleterassa. Aquest nom és a causa del fet que segreguen una saba que sembla llet.
Aquest líquid es coneix amb el nom d'euforbi i conté l'alcaloide euforbina, que és tòxic i pot irritar la pell i els ulls severament. Aquesta "llet" tenia aplicacions en l'antiga medicina casolana contra les berrugues i durícies, aplicada directament amb cura. També es feia servir la pols de les llavors i arrels com a laxant. L'Euphorbia pekinensis és una de les herbes fonamentals de la medicina tradicional xinesa.
Tot i que són altament tòxiques, les fulles de moltes espècies d'eufòrbia constitueixen l'aliment principal d'alguns insectes. Entre aquests cal mencionar l'eruga del borinot de les lletereses (Hyles euphorbiae). L'elevada toxicitat de les lletereses no afecta les erugues d'aquests borinots.

## Taxonomia
Aquest gènere va ser publicat per primer cop l'any 1753 a l'obra Species Plantarum de Carl von Linné (1707-1778).

### Espècies
Dins del gènere Euphorbia es reconeixen més de 2000 espècies, unes 45 de les quals són presents als Països Catalans:
- Euphorbia aaron-rossii A.H.Holmgren & N.H.Holmgren
- Euphorbia abdelkuri Balf.f.
- Euphorbia abdita (D.G.Burch) Radcl.-Sm.
- Euphorbia abdulghafooriana Abedin
- Euphorbia abramsiana L.C.Wheeler
- Euphorbia abyssinica J.F.Gmel.
- Euphorbia acalyphoides Hochst. ex Boiss.
- Euphorbia acanthoclada Pahlevani
- Euphorbia acanthodes Akhani
- Euphorbia acanthothamnos Heldr. & Sartori ex Boiss.
- Euphorbia accedens Halford & W.K.Harris
- Euphorbia acerensis Boiss.
- Euphorbia acervata S.Carter
- Euphorbia actinoclada S.Carter
- Euphorbia aculeata Forssk.
- Euphorbia acuta Engelm.
- Euphorbia addoensis Marx & van Veldh.
- Euphorbia adenensis Deflers
- Euphorbia adenochila S.Carter
- Euphorbia adenochlora C.Morren & Decne.
- Euphorbia adenoplicata O.L.M.Silva & Cordeiro
- Euphorbia adenopoda Baill.
- Euphorbia adenoptera Bertol.
- Euphorbia adiantoides Lam.
- Euphorbia adjurana P.R.O.Bally & S.Carter
- Euphorbia aequoris N.E.Br.
- Euphorbia aeruginosa Schweick.
- Euphorbia agatheae Haev. & Hett.
- Euphorbia aggregata A.Berger
- Euphorbia agowensis Hochst. ex Boiss.
- Euphorbia agraria M.Bieb.
- Euphorbia akenocarpa Guss.
- Euphorbia akmanii I.Genç & Kültür
- Euphorbia alaica (Prokh.) Prokh.
- Euphorbia alainii Oudejans
- Euphorbia alata Hook.
- Euphorbia alatavica Boiss.
- Euphorbia alatocaulis V.W.Steinm. & Felger
- Euphorbia albanica N.E.Br.
- Euphorbia albertensis N.E.Br.
- Euphorbia albipollinifera L.C.Leach
- Euphorbia albomarginata Torr. & A.Gray
- Euphorbia albrechtii Halford & W.K.Harris
- Euphorbia alcicornis Baker
- Euphorbia aleppica L.
- Euphorbia alfredii Rauh
- Euphorbia allocarpa S.Carter
- Euphorbia alluaudii Drake
- Euphorbia alpina Ledeb.
- Euphorbia alsinifolia Boiss.
- Euphorbia alsinoides Miq.
- Euphorbia alta Norton
- Euphorbia altaica Ledeb.
- Euphorbia altissima Boiss.
- Euphorbia altotibetica Paulsen
- Euphorbia amandi Oudejans
- Euphorbia ambacensis N.E.Br.
- Euphorbia ambarivatoensis Rauh & Bard.-Vauc.
- Euphorbia ambatomenahensis Rebmann
- Euphorbia ambonaivoensis Rebmann
- Euphorbia ambovombensis Rauh & Razaf.
- Euphorbia ambroseae L.C.Leach
- Euphorbia amicorum S.Carter
- Euphorbia ammak Schweinf.
- Euphorbia ammatotricha Boiss.
- Euphorbia ammophila S.Carter & Dioli
- Euphorbia amplexicaulis Hook.f.
- Euphorbia ampliphylla Pax
- Euphorbia amygdaloides L.
- Euphorbia anacampseros Boiss.
- Euphorbia anachoreta Svent.
- Euphorbia analalavensis Leandri
- Euphorbia analamerae Leandri
- Euphorbia analavelonensis Rauh & Mangelsdorff
- Euphorbia andrachnoides Schrenk
- Euphorbia angrae N.E.Br.
- Euphorbia angularis Klotzsch
- Euphorbia angulata Jacq.
- Euphorbia angusta Engelm.
- Euphorbia angustiflora Pax
- Euphorbia anisopetala (Prokh.) Prokh.
- Euphorbia ankaranae Leandri
- Euphorbia ankazobensis Rauh & Hofstätter
- Euphorbia annamarieae Rauh
- Euphorbia anthonyi Brandegee
- Euphorbia antilibanotica Mouterde
- Euphorbia antiquorum L.
- Euphorbia antisyphilitica Zucc.
- Euphorbia antonii Oudejans
- Euphorbia antsingiensis (Cremers) Haev. & Hett.
- Euphorbia antso Denis
- Euphorbia anychioides Boiss.
- Euphorbia apatzingana McVaugh
- Euphorbia aphylla Brouss. ex Willd.
- Euphorbia apicata L.C.Wheeler
- Euphorbia apios L.
- Euphorbia apocynoides Klotzsch
- Euphorbia appariciana Rizzini
- Euphorbia appendiculata P.R.O.Bally & S.Carter
- Euphorbia applanata Thulin & Al-Gifri
- Euphorbia aprica Baill.
- Euphorbia apurimacensis Croizat
- Euphorbia arabica Hochst. & Steud. ex T.Anderson
- Euphorbia arabicoides N.E.Br.
- Euphorbia arahaka Poiss.
- Euphorbia araucana Phil.
- Euphorbia arbuscula Balf.f.
- Euphorbia arceuthobioides Boiss.
- Euphorbia ardonensis Galushko
- Euphorbia arenaria Kunth
- Euphorbia arenarioides Gagnep.
- Euphorbia argillosa Chodat & Hassl.
- Euphorbia arguta Banks & Sol.
- Euphorbia arida N.E.Br.
- Euphorbia ariensis Kunth
- Euphorbia aristata Schmalh.
- Euphorbia arizonica Engelm.
- Euphorbia armourii Millsp.
- Euphorbia armstrongiana Boiss.
- Euphorbia arnottiana Endl.
- Euphorbia arrecta N.E.Br.
- Euphorbia arteagae W.R.Buck & Huft
- Euphorbia articulata Aubl.
- Euphorbia arvalis Boiss. & Heldr.
- Euphorbia asclepiadea Milne-Redh.
- Euphorbia aserbajdzhanica Bordz.
- Euphorbia asthenacantha S.Carter
- Euphorbia astrachanica C.A.Mey. ex Trautv.
- Euphorbia astyla Engelm. ex Boiss.
- Euphorbia atimovatae Haev. & Hett.
- Euphorbia atoto G.Forst.
- Euphorbia atrocarmesina L.C.Leach
- Euphorbia atrococca A.Heller
- Euphorbia atroflora S.Carter
- Euphorbia atropurpurea Brouss. ex Willd.
- Euphorbia attastoma Rizzini
- Euphorbia aucheri Boiss.
- Euphorbia audissoui Marx
- Euphorbia aulacosperma Boiss.
- Euphorbia aureoviridiflora (Rauh) Rauh
- Euphorbia australis Boiss.
- Euphorbia austriaca A.Kern.
- Euphorbia austro-occidentalis Thell.
- Euphorbia austroanatolica Hub.-Mor. & M.S.Khan
- Euphorbia austroiranica Pahlevani
- Euphorbia austrotexana Mayfield
- Euphorbia avasmontana Dinter
- Euphorbia awashensis M.G.Gilbert
- Euphorbia azorica Hochst.
- Euphorbia baga A.Chev.
- Euphorbia bagyrensis Stepanov
- Euphorbia bahiensis (Klotzsch & Garcke) Boiss.
- Euphorbia baioensis S.Carter
- Euphorbia balakrishnanii Binojk. & Gopalan
- Euphorbia balbisii Boiss.
- Euphorbia baleensis M.G.Gilbert
- Euphorbia baliola N.E.Br.
- Euphorbia ballyana Rauh
- Euphorbia ballyi S.Carter
- Euphorbia balsamifera Aiton
- Euphorbia banae Rauh
- Euphorbia baradii S.Carter
- Euphorbia barbicollis P.R.O.Bally
- Euphorbia bariensis S.Carter
- Euphorbia barnardii A.C.White, R.A.Dyer & B.Sloane
- Euphorbia barnesii (Millsp.) Oudejans
- Euphorbia barrelieri Savi
- Euphorbia bartolomei Greene
- Euphorbia basarabica Prodan
- Euphorbia basargica Prodan
- Euphorbia baueri Engelm. ex Boiss.
- Euphorbia baylissii L.C.Leach
- Euphorbia beamanii M.C.Johnst.
- Euphorbia beckii V.W.Steinm.
- Euphorbia begardii (Cremers) Haev. & Hett.
- Euphorbia beharensis Leandri
- Euphorbia beillei A.Chev.
- Euphorbia belagaviensis Sarojin. & Raja Kullayisw.
- Euphorbia belgheisi Pahlevani
- Euphorbia belgradica Forssk.
- Euphorbia bemarahaensis Rauh & Mangelsdorff
- Euphorbia benthamii Hiern
- Euphorbia berevoensis Lawant & Buddens.
- Euphorbia bergeri N.E.Br.
- Euphorbia berorohae Rauh & Hofstätter
- Euphorbia berotica N.E.Br.
- Euphorbia berryi V.W.Steinm.
- Euphorbia bertemariae Bisseret & Dioli
- Euphorbia berteroana Balb. ex Spreng.
- Euphorbia berthelotii Bolle ex Boiss.
- Euphorbia berythea Boiss. & C.I.Blanche
- Euphorbia besseri (Klotzsch & Garcke) Boiss.
- Euphorbia betacea Baill.
- Euphorbia betrokana J.-P.Castillon & J.-B.Castillon
- Euphorbia beuginii Rebmann
- Euphorbia bevilaniensis Croizat
- Euphorbia biaculeata Denis
- Euphorbia bianoensis (Malaisse & Lecron) Bruyns
- Euphorbia bicolor Engelm. & A.Gray
- Euphorbia biconvexa Domin
- Euphorbia bifida Hook. & Arn.
- Euphorbia bifurcata Engelm.
- Euphorbia biharamulensis S.Carter
- Euphorbia bilobata Engelm.
- Euphorbia bindloensis (A.Stewart) Ya Yang
- Euphorbia biselegans Bruyns
- Euphorbia bisellenbeckii Bruyns
- Euphorbia bisglobosa Bruyns
- Euphorbia bitataensis M.G.Gilbert
- Euphorbia biumbellata Poir.
- Euphorbia bivonae Steud.
- Euphorbia blatteri Oudejans
- Euphorbia blepharadena O.L.M.Silva & Cordeiro
- Euphorbia blepharophylla Ledeb.
- Euphorbia blodgettii Engelm. ex Hitchc.
- Euphorbia bodenghieniae (Malaisse & Lecron) Bruyns
- Euphorbia boerhaavioides Rusby
- Euphorbia boetica Boiss.
- Euphorbia boinensis Denis ex Humbert & Leandri
- Euphorbia boissieri Baill.
- Euphorbia boiteaui Leandri
- Euphorbia boivinii Boiss.
- Euphorbia bokorensis H.Toyama & Tagane
- Euphorbia bolusii N.E.Br.
- Euphorbia bombensis Jacq.
- Euphorbia bongensis Kotschy & Peyr. ex Boiss.
- Euphorbia bongolavensis Rauh
- Euphorbia boophthona C.A.Gardner
- Euphorbia borbonica Boiss.
- Euphorbia borealis Baikov
- Euphorbia borenensis M.G.Gilbert
- Euphorbia boreobaluchestanica Pahlevani
- Euphorbia bosseri Leandri
- Euphorbia bottae Boiss.
- Euphorbia bougheyi L.C.Leach
- Euphorbia bourgeana J.Gay ex Boiss.
- Euphorbia brachiata (E.Mey. ex Klotzsch & Garcke) Boiss.
- Euphorbia brachycera Engelm.
- Euphorbia brachyphylla Denis
- Euphorbia bracteata Jacq.
- Euphorbia brakdamensis N.E.Br.
- Euphorbia brandegeei Millsp.
- Euphorbia brassii P.I.Forst.
- Euphorbia braunsii N.E.Br.
- Euphorbia bravoana Svent.
- Euphorbia breedlovei V.W.Steinm. & P.Carrillo
- Euphorbia breviarticulata Pax
- Euphorbia brevicornu Pax
- Euphorbia brevirama N.E.Br.
- Euphorbia brevis N.E.Br.
- Euphorbia brevitorta P.R.O.Bally
- Euphorbia briquetii Emb. & Maire
- Euphorbia brownii Baill.
- Euphorbia brunellii Chiov.
- Euphorbia bruntii (Proctor) Oudejans
- Euphorbia bruynsii L.C.Leach
- Euphorbia bubalina Boiss.
- Euphorbia buchtormensis Ledeb.
- Euphorbia buhsei Boiss.
- Euphorbia bulbispina Rauh & Razaf.
- Euphorbia bungei Boiss.
- Euphorbia bupleurifolia Jacq.
- Euphorbia bupleuroides Desf.
- Euphorbia buqensis Mazuch, Orlando, Awale, Elmi & V.Vlk
- Euphorbia burchellii Müll.Arg.
- Euphorbia burgeri M.G.Gilbert
- Euphorbia burkartii Bacigalupo
- Euphorbia burmanica Hook.f.
- Euphorbia burmanni E.Mey. ex Boiss.
- Euphorbia buruana Pax
- Euphorbia buschiana Grossh.
- Euphorbia bussei Pax
- Euphorbia buxoides Radcl.-Sm.
- Euphorbia bwambensis S.Carter
- Euphorbia cactus Ehrenb. ex Boiss.
- Euphorbia caducifolia Haines
- Euphorbia caeladenia Boiss.
- Euphorbia caerulescens Haw.
- Euphorbia caesia Kar. & Kir.
- Euphorbia calamiformis P.R.O.Bally & S.Carter
- Euphorbia calcarata (Schltdl.) V.W.Steinm.
- Euphorbia calcicola Fernald
- Euphorbia calderoniae V.W.Steinm.
- Euphorbia californica Benth.
- Euphorbia caloderma S.Carter
- Euphorbia calyculata Kunth
- Euphorbia calyptrata Coss. & Kralik
- Euphorbia camagueyensis (Millsp.) Urb.
- Euphorbia cameronii N.E.Br.
- Euphorbia canariensis L.
- Euphorbia candelabrum Welw.
- Euphorbia cannellii L.C.Leach
- Euphorbia canuti Parl.
- Euphorbia cap-saintemariensis Rauh
- Euphorbia capansa Ducke
- Euphorbia caperata McVaugh
- Euphorbia caperonioides R.A.Dyer & P.G.Mey.
- Euphorbia capillaris Gagnep.
- Euphorbia capitellata Engelm.
- Euphorbia capitulata Rchb.
- Euphorbia capmanambatoensis Rauh
- Euphorbia capuronii Ursch & Leandri
- Euphorbia caput-aureum Denis
- Euphorbia caput-medusae L.
- Euphorbia careyi F.Muell.
- Euphorbia carinifolia N.E.Br.
- Euphorbia carinulata P.R.O.Bally & S.Carter
- Euphorbia carissoides F.M.Bailey
- Euphorbia carniolica Jacq.
- Euphorbia carpatica Wol.
- Euphorbia carteriana P.R.O.Bally
- Euphorbia carunculata Waterf.
- Euphorbia carunculifera L.C.Leach
- Euphorbia cashmeriana Royle
- Euphorbia cassia Boiss.
- Euphorbia cassythoides Boiss.
- Euphorbia catamarcensis (Croizat) Subils
- Euphorbia cataractarum S.Carter
- Euphorbia catenata (S.Carter) Bruyns
- Euphorbia caterviflora N.E.Br.
- Euphorbia cattimandoo Elliot ex Wight
- Euphorbia caudiculosa Boiss.
- Euphorbia cayensis Millsp.
- Euphorbia celastroides Boiss.
- Euphorbia celata R.A.Dyer
- Euphorbia celerieri (Emb.) Emb. ex Vindt
- Euphorbia centralis B.G.Thomson
- Euphorbia centunculoides Kunth
- Euphorbia ceratocarpa Ten.
- Euphorbia cereiformis L.
- Euphorbia ceroderma I.M.Johnst.
- Euphorbia cerralvensis Maya-Lastra & V.W.Steinm.
- Euphorbia cervicornu Baill.
- Euphorbia cespitosa Lam.
- Euphorbia chaborasia Gomb.
- Euphorbia chaculana Donn.Sm.
- Euphorbia chamaecaula Weath.
- Euphorbia chamaeclada Ule
- Euphorbia chamaepeplus Boiss. & Gaill.
- Euphorbia chamaerrhodos Boiss.
- Euphorbia chamaesula Boiss.
- Euphorbia chamaesyce L.
- Euphorbia chamaesycoides B.Nord.
- Euphorbia chamanbidensis Nasseh
- Euphorbia chamissonis (Klotzsch & Garcke) Boiss.
- Euphorbia chapmanii Oudejans
- Euphorbia characias L.
- Euphorbia charleswilsoniana V.Vlk
- Euphorbia cheiradenia Boiss. & Hohen.
- Euphorbia cheirolepis Fisch. & C.A.Mey. ex Karelin
- Euphorbia chenopodiifolia Boiss.
- Euphorbia chersina N.E.Br.
- Euphorbia chersonesa Huft
- Euphorbia chevalieri (N.E.Br.) Bruyns
- Euphorbia chiapensis Brandegee
- Euphorbia chiogenes (Small) Oudejans
- Euphorbia chiribensis V.W.Steinm. & Felger
- Euphorbia chrysophylla (Klotzsch & Garcke) Klotzsch ex Boiss.
- Euphorbia cibdela N.E.Br.
- Euphorbia cinerascens Engelm.
- Euphorbia cinerea W.Fitzg.
- Euphorbia citrina S.Carter
- Euphorbia clandestina Jacq.
- Euphorbia clarae (Malaisse & Lecron) Bruyns
- Euphorbia clarkeana Hook.f.
- Euphorbia classenii P.R.O.Bally & S.Carter
- Euphorbia clava Jacq.
- Euphorbia clavarioides Boiss.
- Euphorbia clavidigitata Gage
- Euphorbia clavigera N.E.Br.
- Euphorbia claytonioides Pax
- Euphorbia clementei Boiss.
- Euphorbia clivicola R.A.Dyer
- Euphorbia clusiifolia Hook. & Arn.
- Euphorbia coalcomanensis (Croizat) V.W.Steinm.
- Euphorbia coccinea B.Heyne ex Roth
- Euphorbia coerulans Pax
- Euphorbia coghlanii F.M.Bailey
- Euphorbia collenetteae Al-Zahrani & El-Karemy
- Euphorbia colletioides Benth.
- Euphorbia colliculina A.C.White, R.A.Dyer & B.Sloane
- Euphorbia colligata V.W.Steinm.
- Euphorbia collina Phil.
- Euphorbia colorata Engelm.
- Euphorbia colubrina P.R.O.Bally & S.Carter
- Euphorbia columnaris P.R.O.Bally
- Euphorbia commersonii Baill.
- Euphorbia commutata Engelm. ex A.Gray
- Euphorbia comosa Vell.
- Euphorbia complanata Warb.
- Euphorbia compressa Boiss.
- Euphorbia concanensis Janarth. & S.R.Yadav
- Euphorbia condylocarpa M.Bieb.
- Euphorbia conferta (Small) B.E.Sm.
- Euphorbia confinalis R.A.Dyer
- Euphorbia confluens Nel
- Euphorbia congestiflora L.C.Leach
- Euphorbia coniosperma Boiss. & Buhse
- Euphorbia connata Boiss.
- Euphorbia consanguinea Schrenk ex Fisch. & C.A.Mey.
- Euphorbia consoquitlae Brandegee
- Euphorbia contorta L.C.Leach
- Euphorbia convolvuloides Hochst. ex Benth.
- Euphorbia conzattii V.W.Steinm.
- Euphorbia cooperi N.E.Br. ex A.Berger
- Euphorbia copiapina Phil.
- Euphorbia corallioides L.
- Euphorbia cordatella Oudejans
- Euphorbia cordeiroae P.Carrillo & V.W.Steinm.
- Euphorbia cordifolia Elliott
- Euphorbia cornastra (Dressler) Radcl.-Sm.
- Euphorbia corneliae Bruyns
- Euphorbia corniculata R.A.Dyer
- Euphorbia cornigera Boiss.
- Euphorbia corollata L.
- Euphorbia correllii M.C.Johnst.
- Euphorbia correntina Parodi
- Euphorbia corsica Req.
- Euphorbia cossoniana Boiss.
- Euphorbia cotinifolia L.
- Euphorbia cowellii (Millsp. ex Britton) Oudejans
- Euphorbia cozumelensis Millsp.
- Euphorbia craspedia Boiss.
- Euphorbia crassa (Cremers) Haev. & Hett.
- Euphorbia crassicaulis (Rauh) Haev. & Hett.
- Euphorbia crassimarginata Halford & W.K.Harris
- Euphorbia crassinodis Urb.
- Euphorbia crassipes Marloth
- Euphorbia creberrima McVaugh
- Euphorbia cremersii Rauh & Razaf.
- Euphorbia crenata (N.E.Br.) Bruyns
- Euphorbia crenulata Engelm.
- Euphorbia crepitata L.C.Wheeler
- Euphorbia crepuscula (L.C.Wheeler) Steinm. & Felger
- Euphorbia cressoides M.C.Johnst.
- Euphorbia crispa (Haw.) Sweet
- Euphorbia cristata B.Heyne ex Roth
- Euphorbia crossadenia Pax & K.Hoffm.
- Euphorbia crotonoides Boiss.
- Euphorbia cruentata Graham
- Euphorbia crypta Ewest
- Euphorbia cryptocaulis M.G.Gilbert
- Euphorbia cryptorubra N.C.Taylor & M.Terry
- Euphorbia cryptospinosa P.R.O.Bally
- Euphorbia cubensis Boiss.
- Euphorbia cuchumatanensis Standl. & Steyerm.
- Euphorbia culminicola Ant.Molina
- Euphorbia cumbrae Boiss.
- Euphorbia cumulata R.A.Dyer
- Euphorbia cumulicola (Small) Oudejans
- Euphorbia cuneata Vahl
- Euphorbia cuneifolia Guss.
- Euphorbia cuneneana L.C.Leach
- Euphorbia cuphosperma (Engelm.) Boiss.
- Euphorbia cupricola (Malaisse & Lecron) Bruyns
- Euphorbia cuprispina S.Carter
- Euphorbia cupularis Boiss.
- Euphorbia curtisii Engelm.
- Euphorbia cuspidata Bertol.
- Euphorbia cussonioides P.R.O.Bally
- Euphorbia cyanofolia Ewest
- Euphorbia cylindrica Marloth ex A.C.White, R.A.Dyer & B.Sloane
- Euphorbia cylindrifolia Marn.-Lap. & Rauh
- Euphorbia cylindroclada Haev. & Hett.
- Euphorbia cymbifera (Schltdl.) V.W.Steinm.
- Euphorbia cymbiformis Rusby
- Euphorbia cymosa Poir.
- Euphorbia cyparissias L.
- Euphorbia cyparissioides Pax
- Euphorbia cyri V.W.Steinm.
- Euphorbia cyrtophylla (Prokh.) Prokh.
- Euphorbia czerepanovii Geltman
- Euphorbia daghestanica Geltman
- Euphorbia dahurica Peschkova
- Euphorbia dalettiensis M.G.Gilbert
- Euphorbia dallachyana Baill.
- Euphorbia damarana L.C.Leach
- Euphorbia damasoi Oudejans
- Euphorbia darbandensis N.E.Br.
- Euphorbia dasyacantha S.Carter
- Euphorbia dauana S.Carter
- Euphorbia davidii Subils
- Euphorbia daviesii E.A.Bruce
- Euphorbia davisii M.L.S.Khan
- Euphorbia davyi N.E.Br.
- Euphorbia dawei N.E.Br.
- Euphorbia debilispina L.C.Leach
- Euphorbia decaryi Guillaumin
- Euphorbia deccanensis V.S.Raju
- Euphorbia decepta N.E.Br.
- Euphorbia decidua P.R.O.Bally & L.C.Leach
- Euphorbia decliviticola L.C.Leach
- Euphorbia decorsei Drake
- Euphorbia dedzana L.C.Leach
- Euphorbia deflexa Sm.
- Euphorbia defoliata Urb.
- Euphorbia degeneri Sherff
- Euphorbia deightonii Croizat
- Euphorbia dekindtii Pax
- Euphorbia delicatissima S.Carter
- Euphorbia delicatula Boiss.
- Euphorbia delphinensis Ursch & Leandri
- Euphorbia deltobracteata (Prokh.) Prokh.
- Euphorbia deltoidea Engelm. ex Chapm.
- Euphorbia demissa L.C.Leach
- Euphorbia dendroides L.
- Euphorbia denisiana Guillaumin
- Euphorbia denisii Oudejans
- Euphorbia densa Schrenk
- Euphorbia densiflora (Klotzsch) Klotzsch
- Euphorbia densispina S.Carter
- Euphorbia densiuscula Popov
- Euphorbia densiusculiformis (Pazij) Botsch.
- Euphorbia dentata Michx.
- Euphorbia denticulata Lam.
- Euphorbia dentosa I.M.Johnst.
- Euphorbia depauperata Hochst. ex A.Rich.
- Euphorbia deppeana Boiss.
- Euphorbia derickii V.W.Steinm.
- Euphorbia descampsii (Pax) Bruyns
- Euphorbia desmondii Keay & Milne-Redh.
- Euphorbia dhofarensis S.Carter
- Euphorbia diazlunana (J.Lomelí & Sahagun) V.W.Steinm.
- Euphorbia dichroa S.Carter
- Euphorbia didiereoides Denis ex Leandri
- Euphorbia digestiva Rojas Acosta
- Euphorbia dilloniana Haager & Šedivá
- Euphorbia dilobadena S.Carter
- Euphorbia dilunguensis (Malaisse & Lecron) Bruyns
- Euphorbia diminuta S.Carter
- Euphorbia dimorphocaulon P.H.Davis
- Euphorbia dioeca Kunth
- Euphorbia dioscoreoides Boiss.
- Euphorbia discoidalis Chapm.
- Euphorbia discoidea (P.R.O.Bally) Bruyns
- Euphorbia discrepans S.Carter
- Euphorbia dispersa L.C.Leach
- Euphorbia dissitispina L.C.Leach
- Euphorbia distinctissima L.C.Leach
- Euphorbia diuretica Larrañaga
- Euphorbia djimilensis Boiss.
- Euphorbia dolichoceras S.Carter
- Euphorbia doloensis M.G.Gilbert
- Euphorbia dracunculoides Lam.
- Euphorbia dregeana E.Mey. ex Boiss.
- Euphorbia dressleri V.W.Steinm.
- Euphorbia drummondii Boiss.
- Euphorbia drupifera Thonn.
- Euphorbia dubovikiae Oudejans
- Euphorbia duckei (Croizat) Oudejans
- Euphorbia dugandiana Croizat
- Euphorbia dulcis L.
- Euphorbia dumalis S.Carter
- Euphorbia dumeticola P.R.O.Bally & S.Carter
- Euphorbia dumosoides Bruyns
- Euphorbia dunensis S.Carter
- Euphorbia durandoi Chabert
- Euphorbia duranii Ursch & Leandri
- Euphorbia durispina Haev. & Hett.
- Euphorbia duriuscula Pax & K.Hoffm. ex Herzog
- Euphorbia duseimata R.A.Dyer
- Euphorbia dussii Krug & Urb. ex Duss
- Euphorbia duvalii Lecoq & Lamotte
- Euphorbia dwyeri D.G.Burch
- Euphorbia eanophylla Croizat
- Euphorbia ebracteolata Hayata
- Euphorbia echinulata (Stapf) Bruyns
- Euphorbia ecklonii (Klotzsch & Garcke) Baill.
- Euphorbia ecorniculata Kitam.
- Euphorbia edgeworthii Boiss.
- Euphorbia edmondii Hochr.
- Euphorbia eduardoi L.C.Leach
- Euphorbia eendornensis Dinter
- Euphorbia eggersii Urb.
- Euphorbia eglandulosa V.W.Steinm.
- Euphorbia eichleri Müll.Arg.
- Euphorbia eilensis S.Carter
- Euphorbia einensis G.Will.
- Euphorbia elastica Jum.
- Euphorbia elburensis Baldesi & S.Carter
- Euphorbia eleanoriae (D.H.Lorence & W.L.Wagner) Govaerts
- Euphorbia elegans Spreng.
- Euphorbia elegantissima P.R.O.Bally & S.Carter
- Euphorbia ellenbeckii Pax
- Euphorbia ellipsifolia Gilli
- Euphorbia elliptica Lam.
- Euphorbia elodes Boiss.
- Euphorbia elquiensis Phil.
- Euphorbia elymaitica Bornm.
- Euphorbia emetica Padilla
- Euphorbia emirnensis Baker
- Euphorbia engelmannii Boiss.
- Euphorbia engleri Pax
- Euphorbia enormis N.E.Br.
- Euphorbia ensifolia Baker
- Euphorbia ephedroides E.Mey. ex Boiss.
- Euphorbia ephedromorpha Bartlett
- Euphorbia epiphylloides Kurz
- Euphorbia epithymoides L.
- Euphorbia equisetiformis A.Stewart
- Euphorbia eranthes R.A.Dyer & Milne-Redh.
- Euphorbia eriantha Benth.
- Euphorbia ericoides Lam.
- Euphorbia erigavensis S.Carter
- Euphorbia erinacea Boiss. & Kotschy
- Euphorbia eriophora Boiss.
- Euphorbia erlangeri Pax
- Euphorbia ernestii N.E.Br.
- Euphorbia erubescens Boiss.
- Euphorbia erythradenia Boiss.
- Euphorbia erythrocephala P.R.O.Bally & Milne-Redh.
- Euphorbia erythroclada Boiss.
- Euphorbia erythrocucullata Mangelsdorff
- Euphorbia erythrodon Boiss. & Heldr.
- Euphorbia erythroxyloides Baker
- Euphorbia esculenta Marloth
- Euphorbia espinosa Pax
- Euphorbia estevesii N.Zimm. & P.J.Braun
- Euphorbia esula L.
- Euphorbia esuliformis S.Schauer
- Euphorbia etuberculosa P.R.O.Bally & S.Carter
- Euphorbia eugeniae Prokh.
- Euphorbia euonymoclada Croizat
- Euphorbia eustacei N.E.Br.
- Euphorbia evansii Pax
- Euphorbia excelsa A.C.White, R.A.Dyer & B.Sloane
- Euphorbia excisa Urb. & Ekman
- Euphorbia exigua L.
- Euphorbia exilis L.C.Leach
- Euphorbia exilispina S.Carter
- Euphorbia exserta (Small) Coker
- Euphorbia exstipulata Engelm.
- Euphorbia eyassiana P.R.O.Bally & S.Carter
- Euphorbia eylesii Rendle
- Euphorbia falcata L.
- Euphorbia famatamboay F.Friedmann & Cremers
- Euphorbia fanjahiraensis Haev. & Hett.
- Euphorbia fanshawei L.C.Leach
- Euphorbia fascicaulis S.Carter
- Euphorbia fasciculata Thunb.
- Euphorbia faucicola L.C.Leach
- Euphorbia fauriei H.Lév. & Vaniot
- Euphorbia feddemae McVaugh
- Euphorbia fendleri Torr. & A.Gray
- Euphorbia ferdinandi Baill.
- Euphorbia ferdowsiana Pahlevani
- Euphorbia ferganensis B.Fedtsch.
- Euphorbia fianarantsoae Ursch & Leandri
- Euphorbia fiherenensis Poiss.
- Euphorbia filicaulis Urb.
- Euphorbia filiflora Marloth
- Euphorbia filiformis (P.R.O.Bally) Bruyns
- Euphorbia fimbriata Scop.
- Euphorbia fimbrilligera Mart.
- Euphorbia finkii (Boiss.) V.W.Steinm.
- Euphorbia fischeri Pax
- Euphorbia fischeriana Steud.
- Euphorbia fissispina P.R.O.Bally & S.Carter
- Euphorbia fistulosa M.L.S.Khan
- Euphorbia fitzroyensis Halford & W.K.Harris
- Euphorbia flanaganii N.E.Br.
- Euphorbia flaviana Carn.-Torres & Cordeiro
- Euphorbia flavicoma DC.
- Euphorbia fleckii Pax
- Euphorbia flindersica Halford & W.K.Harris
- Euphorbia floribunda Engelm. ex Boiss.
- Euphorbia florida Engelm.
- Euphorbia floridana Chapm.
- Euphorbia fluminis S.Carter
- Euphorbia foliolosa Boiss.
- Euphorbia foliosa (Klotzsch & Garcke) N.E.Br.
- Euphorbia fontqueriana Greuter
- Euphorbia forolensis L.E.Newton
- Euphorbia forskaolii J.Gay
- Euphorbia fortissima L.C.Leach
- Euphorbia fortuita A.C.White, R.A.Dyer & B.Sloane
- Euphorbia fosbergii (J.Florence) Govaerts
- Euphorbia fractiflexa S.Carter & J.R.I.Wood
- Euphorbia fragifera Jan
- Euphorbia franchetii B.Fedtsch.
- Euphorbia franckiana A.Berger
- Euphorbia francoana Boiss.
- Euphorbia frankii Lavranos
- Euphorbia franksiae N.E.Br.
- Euphorbia fraseri Boiss.
- Euphorbia friedrichiae Dinter
- Euphorbia friesii (N.E.Br.) Bruyns
- Euphorbia friesiorum (A.Hässl.) S.Carter
- Euphorbia fruticosa Forssk.
- Euphorbia fruticulosa Engelm. ex Boiss.
- Euphorbia fuentesii V.W.Steinm.
- Euphorbia fulgens Karw. ex Klotzsch
- Euphorbia furcata N.E.Br.
- Euphorbia furcatifolia M.G.Gilbert
- Euphorbia furcillata Kunth
- Euphorbia fusca Marloth
- Euphorbia fuscoclada Haev. & Hett.
- Euphorbia fuscolanata Gilli
- Euphorbia fusiformis Buch.-Ham. ex D.Don
- Euphorbia fwambensis (N.E.Br.) Bruyns
- Euphorbia gaditana Coss.
- Euphorbia gaillardotii Boiss. & C.I.Blanche
- Euphorbia galapageia B.L.Rob. & Greenm.
- Euphorbia galgalana S.Carter
- Euphorbia gammaranoi G.Will.
- Euphorbia garanbiensis Hayata
- Euphorbia garberi Engelm. ex Chapm.
- Euphorbia gariepina Boiss.
- Euphorbia garkeana Boiss.
- Euphorbia garuana N.E.Br.
- Euphorbia gasparrinii Boiss.
- Euphorbia gatbergensis N.E.Br.
- Euphorbia gaubae (Soják) Radcl.-Sm.
- Euphorbia gaudichaudii Boiss.
- Euphorbia gaumeri Millsp.
- Euphorbia gayi Salis
- Euphorbia gebelica Brullo
- Euphorbia gedrosiaca Rech.f., Aellen & Esfand.
- Euphorbia geldorensis S.Carter
- Euphorbia gemmea P.R.O.Bally & S.Carter
- Euphorbia genistoides P.J.Bergius
- Euphorbia genoudiana Ursch & Leandri
- Euphorbia gentilis N.E.Br.
- Euphorbia gentryi V.W.Steinm. & T.F.Daniel
- Euphorbia georgiana Mayfield
- Euphorbia germainii Phil.
- Euphorbia geroldii Rauh
- Euphorbia gerstneriana Bruyns
- Euphorbia geyeri Engelm. & A.Gray
- Euphorbia giessii L.C.Leach
- Euphorbia gigantea J.-P.Castillon
- Euphorbia gilbertiana Bisseret & Specks
- Euphorbia gillettii P.R.O.Bally & S.Carter
- Euphorbia giumboensis A.Hässl.
- Euphorbia glaberrima K.Koch
- Euphorbia gladiata (P.R.O.Bally) Bruyns
- Euphorbia glanduligera Pax
- Euphorbia glareosa Pall. ex M.Bieb.
- Euphorbia glauca G.Forst.
- Euphorbia glaucescens Willd.
- Euphorbia glaucophylla Poir.
- Euphorbia globosa (Haw.) Sims
- Euphorbia globulicaulis S.Carter
- Euphorbia glochidiata Pax
- Euphorbia glyptosperma Engelm.
- Euphorbia godana Buddens., Lawant & Lavranos
- Euphorbia gokakensis S.R.Yadav, Malpure & Chandore
- Euphorbia goliana Comm. ex Lam.
- Euphorbia gollmeriana Klotzsch ex Boiss.
- Euphorbia golondrina L.C.Wheeler
- Euphorbia gorenflotii Mobayen
- Euphorbia gorgonis A.Berger
- Euphorbia gossypina Pax
- Euphorbia gottlebei Rauh
- Euphorbia goyazensis Boiss.
- Euphorbia gracilicaulis L.C.Leach
- Euphorbia graciliramea Pax
- Euphorbia graciliramulosa Haev. & Hett.
- Euphorbia gracillima S.Watson
- Euphorbia gradyi V.W.Steinm. & Ram.-Roa
- Euphorbia graminea Jacq.
- Euphorbia graminifolia Vill.
- Euphorbia grammata (McVaugh) Oudejans
- Euphorbia grandialata R.A.Dyer
- Euphorbia grandicornis Blanc
- Euphorbia grandidens Haw.
- Euphorbia grandidieri Baill.
- Euphorbia grandifolia Haw.
- Euphorbia grandilobata Chiov.
- Euphorbia graniticola L.C.Leach
- Euphorbia grantii Oliv.
- Euphorbia granulata Forssk.
- Euphorbia greenwayi P.R.O.Bally & S.Carter
- Euphorbia gregaria Marloth
- Euphorbia gregersenii K.Malý ex Beck
- Euphorbia greggii Engelm. ex Boiss.
- Euphorbia gregoriensis Halford & W.K.Harris
- Euphorbia greuteri N.Kilian, Kürschner & P.Hein
- Euphorbia griffithii Hook.f.
- Euphorbia grisea Engelm. ex Boiss.
- Euphorbia griseola Pax
- Euphorbia grisophylla M.L.S.Khan
- Euphorbia groenewaldii R.A.Dyer
- Euphorbia grosseri Pax
- Euphorbia grossheimii (Prokh.) Prokh.
- Euphorbia guachanca Azara
- Euphorbia guadalajarana S.Watson
- Euphorbia guanarensis Pittier
- Euphorbia guaraniorum P.Carrillo & V.W.Steinm.
- Euphorbia guatemalensis Standl. & Steyerm.
- Euphorbia gueinzii Boiss.
- Euphorbia guentheri (Pax) Bruyns
- Euphorbia guerichiana Pax
- Euphorbia guiengola W.R.Buck & Huft
- Euphorbia guillauminiana Boiteau
- Euphorbia guineensis Brot. ex N.E.Br.
- Euphorbia gulestanica Podlech
- Euphorbia gumaroi J.Meyrán
- Euphorbia gummifera Boiss.
- Euphorbia gundlachii Urb.
- Euphorbia guntensis (Prokh.) Prokh.
- Euphorbia guyoniana Boiss. & Reut.
- Euphorbia gymnocalycioides M.G.Gilbert & S.Carter
- Euphorbia gymnoclada Boiss.
- Euphorbia gymnonota Urb.
- Euphorbia gypsicola Rech.f. & Aellen
- Euphorbia gypsophila S.Carter
- Euphorbia hadramautica Baker
- Euphorbia haeleeleana Herbst
- Euphorbia haematantha Boiss.
- Euphorbia haevermansii X.Aubriot & Lowry
- Euphorbia hainanensis Croizat
- Euphorbia hajhirensis Radcl.-Sm.
- Euphorbia halemanui Sherff
- Euphorbia halipedicola L.C.Leach
- Euphorbia hallii R.A.Dyer
- Euphorbia hamaderoensis A.G.Mill.
- Euphorbia hamata (Haw.) Sweet
- Euphorbia hammeri K.Bradley & Sadle
- Euphorbia handeniensis S.Carter
- Euphorbia handiensis Burchard
- Euphorbia hararensis Pax
- Euphorbia hardyi (Rauh) Haev. & Hett.
- Euphorbia hassallii Halford & W.K.Harris
- Euphorbia haussknechtii Boiss.
- Euphorbia hebecarpa Boiss.
- Euphorbia hedigeriana (Malaisse) Bruyns
- Euphorbia hedyotoides N.E.Br.
- Euphorbia heishuiensis W.T.Wang
- Euphorbia heldreichii Orph. ex Boiss.
- Euphorbia helenae Urb.
- Euphorbia heleniana Thell. & Stapf
- Euphorbia helioscopia L.
- Euphorbia helleri Millsp.
- Euphorbia helwigii Urb. & Ekman
- Euphorbia henricksonii M.C.Johnst.
- Euphorbia hepatica Urb. & Ekman
- Euphorbia heptagona L.
- Euphorbia heptapotamica Golosk.
- Euphorbia heraldiana (Millsp.) Oudejans
- Euphorbia herbacea (Pax) Bruyns
- Euphorbia herbstii (W.L.Wagner) Oudejans
- Euphorbia hercegovina Beck
- Euphorbia herman-schwartzii Rauh
- Euphorbia herniariifolia Willd.
- Euphorbia herrei A.C.White, R.A.Dyer & B.Sloane
- Euphorbia herteri Arechav.
- Euphorbia heteradena Jaub. & Spach
- Euphorbia heterochroma Pax
- Euphorbia heterodoxa Müll.Arg.
- Euphorbia heterophylla L.
- Euphorbia heteropodum Pax
- Euphorbia heterospina S.Carter
- Euphorbia hexadenia Denis
- Euphorbia hexagona Nutt. ex Spreng.
- Euphorbia hexagonoides S.Watson
- Euphorbia heyligersiana P.I.Forst.
- Euphorbia heyneana Spreng.
- Euphorbia hiernii (Croizat) Oudejans
- Euphorbia hieroglyphica Coss. & Durieu ex Boiss.
- Euphorbia hieronymi Subils
- Euphorbia hierosolymitana Boiss.
- Euphorbia hillebrandii H.Lév.
- Euphorbia hindsiana Benth.
- Euphorbia hinkleyorum I.M.Johnst.
- Euphorbia hintonii L.C.Wheeler
- Euphorbia hirsuta L.
- Euphorbia hirta L.
- Euphorbia hirtella Boiss.
- Euphorbia hislopii N.E.Br.
- Euphorbia hispida Boiss.
- Euphorbia hockii De Wild.
- Euphorbia hoffmanniana (Klotzsch & Garcke) Boiss.
- Euphorbia hofstaetteri Rauh
- Euphorbia holmesiae Lavranos
- Euphorbia holochlorina Rizzini
- Euphorbia hondurana Standl. & L.O.Williams
- Euphorbia hooveri L.C.Wheeler
- Euphorbia hopetownensis Nel
- Euphorbia hormorrhiza Radcl.-Sm.
- Euphorbia horwoodii S.Carter & Lavranos
- Euphorbia hottentota Marloth
- Euphorbia hsinchuensis (S.C.Lin & S.M.Chaw) C.Y.Wu & J.S.Ma
- Euphorbia hubertii Pax
- Euphorbia humayensis Brandegee
- Euphorbia humbertii Denis
- Euphorbia humifusa Willd.
- Euphorbia humilis Ledeb.
- Euphorbia humistrata Engelm. ex A.Gray
- Euphorbia hunzikeri Subils
- Euphorbia huttoniae N.E.Br.
- Euphorbia hyberna L.
- Euphorbia hylonoma Hand.-Mazz.
- Euphorbia hypericifolia L.
- Euphorbia hypogaea Marloth
- Euphorbia hyrcana Grossh.
- Euphorbia hyssopifolia L.
- Euphorbia iancannellii Bruyns
- Euphorbia iberica Boiss.
- Euphorbia iharanae Rauh
- Euphorbia illirica Lam.
- Euphorbia iloitaii Powys & S.Carter
- Euphorbia imitata N.E.Br.
- Euphorbia immersa P.R.O.Bally & S.Carter
- Euphorbia imparispina S.Carter
- Euphorbia imperatae (Leandri ex J.-P.Castillon & J.-B.Castillon) Haev. & Hett.
- Euphorbia impressa Chiov.
- Euphorbia inaequilatera Sond.
- Euphorbia inaequispina N.E.Br.
- Euphorbia inaguaensis Oudejans
- Euphorbia inappendiculata Domin
- Euphorbia inarticulata Schweinf.
- Euphorbia incerta Brandegee
- Euphorbia inculta P.R.O.Bally
- Euphorbia inderiensis Less. ex Kar. & Kir.
- Euphorbia indica Lam.
- Euphorbia indistincta P.I.Forst.
- Euphorbia indivisa (Engelm.) Tidestr.
- Euphorbia indurescens L.C.Leach
- Euphorbia inermis Mill.
- Euphorbia infernidialis V.W.Steinm.
- Euphorbia ingens E.Mey. ex Boiss.
- Euphorbia ingenticapsa L.C.Leach
- Euphorbia innocua L.C.Wheeler
- Euphorbia inornata N.E.Br.
- Euphorbia insarmentosa P.G.Mey.
- Euphorbia insulana Vell.
- Euphorbia insularis Boiss.
- Euphorbia intisy Drake
- Euphorbia intricata S.Carter
- Euphorbia inundata Torr. ex Chapm.
- Euphorbia inundaticola L.C.Leach
- Euphorbia invaginata Croizat
- Euphorbia invenusta (N.E.Br.) Bruyns
- Euphorbia ipecacuanhae L.
- Euphorbia iranshahrii Pahlevani
- Euphorbia irgisensis Litv.
- Euphorbia isacantha Pax
- Euphorbia isaloensis Drake
- Euphorbia isatidifolia Lam.
- Euphorbia isaurica M.L.S.Khan
- Euphorbia itampolensis (Rauh) Haev. & Hett.
- Euphorbia itremensis Kimnach & Lavranos
- Euphorbia ivanjohnstonii M.C.Johnst.
- Euphorbia ixtlana Huft
- Euphorbia jablonskii V.W.Steinm.
- Euphorbia jacquemontii Boiss.
- Euphorbia jaegeri V.W.Steinm. & J.M.André
- Euphorbia jaliscensis B.L.Rob. & Greenm.
- Euphorbia jamesonii Boiss.
- Euphorbia jansenvillensis Nel
- Euphorbia japygica Ten.
- Euphorbia jatrophoides Pax
- Euphorbia jejuna M.C.Johnst. & Warnock
- Euphorbia jenisseiensis Baikov
- Euphorbia jodhpurensis Blatt. & Hallb.
- Euphorbia johannis S.Carter
- Euphorbia johnstonii Mayfield
- Euphorbia jolkinii Boiss.
- Euphorbia josei Oudejans
- Euphorbia joyae P.R.O.Bally & S.Carter
- Euphorbia jubata L.C.Leach
- Euphorbia juttae Dinter
- Euphorbia juvoklanti Pax
- Euphorbia kabridarensis Thulin
- Euphorbia kadapensis Sarojin. & R.R.V.Raju
- Euphorbia kaessneri Pax
- Euphorbia kalambatitrensis Haev., Hett. & Spannring
- Euphorbia kalbaensis Baikov & I.V.Khan
- Euphorbia kalisana S.Carter
- Euphorbia kamerunica Pax
- Euphorbia kamponii Rauh & Petignat
- Euphorbia kanalensis Boiss.
- Euphorbia kanaorica Boiss.
- Euphorbia kansuensis Prokh.
- Euphorbia kansui S.L.Liou ex S.B.Ho
- Euphorbia kaokoensis (A.C.White, R.A.Dyer & B.Sloane) L.C.Leach
- Euphorbia karibensis S.Carter
- Euphorbia karroensis (Boiss.) N.E.Br.
- Euphorbia katrajensis Gage
- Euphorbia kavirensis Pahlevani
- Euphorbia keithii R.A.Dyer
- Euphorbia kelleri Pax
- Euphorbia kerneri Huter ex A.Kern.
- Euphorbia kerstingii Pax
- Euphorbia khabrica Pahlevani
- Euphorbia khandallensis Blatt. & Hallb.
- Euphorbia khasyana Boiss.
- Euphorbia khorasanica Saeidi & Ghayorm.
- Euphorbia kilwana N.E.Br.
- Euphorbia kimberleyana (G.Will.) Bruyns
- Euphorbia kimberleyensis B.G.Thomson
- Euphorbia kingdon-wardii Binojk. & N.P.Balakr.
- Euphorbia kirimzjulica Stepanov
- Euphorbia kiritensis P.R.O.Bally & S.Carter
- Euphorbia kirkii (N.E.Br.) Bruyns
- Euphorbia kischenensis Vierh.
- Euphorbia klotzschii Oudejans
- Euphorbia knobelii Letty
- Euphorbia knuthii Pax
- Euphorbia komaroviana Prokh.
- Euphorbia kondoi Rauh & Razaf.
- Euphorbia kopetdaghi (Prokh.) Prokh.
- Euphorbia korshinskyi Geltman
- Euphorbia kotschyana Fenzl
- Euphorbia kouandenensis Beille ex A.Chev.
- Euphorbia kozlovii Prokh.
- Euphorbia kraussiana Bernh.
- Euphorbia kudrjaschevii (Pazij) Prokh.
- Euphorbia kundelunguensis (Malaisse) Bruyns
- Euphorbia kuriensis Vierh.
- Euphorbia kurtzii Subils
- Euphorbia kuwaleana O.Deg. & Sherff
- Euphorbia labatii Rauh & Bard.-Vauc.
- Euphorbia lacei Craib
- Euphorbia lacera Boiss.
- Euphorbia laciniata Panigrahi
- Euphorbia laciniloba Halford & W.K.Harris
- Euphorbia lactea Haw.
- Euphorbia lactiflua Phil.
- Euphorbia laevigata Lam.
- Euphorbia lagascae Spreng.
- Euphorbia lagunensis Huft
- Euphorbia lagunillarum Croizat
- Euphorbia laikipiensis S.Carter
- Euphorbia lakshminarasimhanii Malpure, Chandore, P.S.Raut & B.De Jong
- Euphorbia lamarckii Sweet
- Euphorbia lamprocarpa (Prokh.) Prokh.
- Euphorbia lancifolia Schltdl.
- Euphorbia laredana Millsp.
- Euphorbia larica Boiss.
- Euphorbia larranagae Oudejans
- Euphorbia lasiocarpa Klotzsch
- Euphorbia lata Engelm.
- Euphorbia latericolor Brandegee
- Euphorbia lateriflora Schumach.
- Euphorbia lathyris L.
- Euphorbia latifolia Ledeb.
- Euphorbia laurifolia Juss. ex Lam.
- Euphorbia lavicola S.Carter
- Euphorbia lavrani L.C.Leach
- Euphorbia lawsonii Binojk. & Dwarakan
- Euphorbia leachii Lawant & van Veldh.
- Euphorbia leandriana Boiteau
- Euphorbia lecheoides Millsp.
- Euphorbia ledebourii Boiss.
- Euphorbia ledermanniana Pax & K.Hoffm.
- Euphorbia ledienii A.Berger
- Euphorbia leistneri R.H.Archer
- Euphorbia lemesiana Hadjik., Hand, Christodoulou & Frajman
- Euphorbia lenensis Baikov
- Euphorbia lenewtonii S.Carter
- Euphorbia leonardii (D.G.Burch) Radcl.-Sm.
- Euphorbia leontopoda S.Carter
- Euphorbia leptocaula Boiss.
- Euphorbia leptoclada Balf.f.
- Euphorbia letestuana (Denis) Bruyns
- Euphorbia letestui J.Raynal
- Euphorbia letouzeyana (Malaisse) Bruyns
- Euphorbia leucantha (Klotzsch & Garcke) Boiss.
- Euphorbia leucocephala Lotsy
- Euphorbia leucochlamys Chiov.
- Euphorbia leuconeura Boiss.
- Euphorbia leucophylla Benth.
- Euphorbia lignosa Marloth
- Euphorbia limaensis Oudejans
- Euphorbia lindenii (S.Carter) Bruyns
- Euphorbia linearibracteata L.C.Leach
- Euphorbia lineata S.Watson
- Euphorbia lingiana C.Shih
- Euphorbia linguifolia Hett., Haev. & Spannring
- Euphorbia linguiformis McVaugh
- Euphorbia lioui C.Y.Wu & S.J.Ma
- Euphorbia lipskyi (Prokh.) Prokh.
- Euphorbia lissosperma S.Carter
- Euphorbia litticola Halford & W.K.Harris
- Euphorbia liukiuensis Hayata
- Euphorbia livida E.Mey. ex Boiss.
- Euphorbia lividiflora L.C.Leach
- Euphorbia loandensis N.E.Br.
- Euphorbia lomelii V.W.Steinm.
- Euphorbia longecornuta S.Watson
- Euphorbia longetuberculosa Hochst. ex Boiss.
- Euphorbia longicruris Scheele
- Euphorbia longinsulicola S.R.Hill
- Euphorbia longipedunculata O.L.M.Silva & Riina
- Euphorbia longispina Chiov.
- Euphorbia longistyla Boiss.
- Euphorbia longitubicinicyathium J.-P.Castillon & J.-B.Castillon
- Euphorbia lophiosperma S.Carter
- Euphorbia lophogona Lam.
- Euphorbia lorentzii Müll.Arg.
- Euphorbia loricata Lam.
- Euphorbia lottiae V.W.Steinm.
- Euphorbia louwii L.C.Leach
- Euphorbia luapulana L.C.Leach
- Euphorbia lucida Waldst. & Kit.
- Euphorbia lucii-smithii B.L.Rob. & Greenm.
- Euphorbia lucorum Rupr.
- Euphorbia lugardiae (N.E.Br.) Bruyns
- Euphorbia lukoseana S.Carter
- Euphorbia lumbricalis L.C.Leach
- Euphorbia lundelliana Croizat
- Euphorbia lupatensis N.E.Br.
- Euphorbia lurida Engelm.
- Euphorbia luteoviridis D.G.Long
- Euphorbia lutosa S.Carter
- Euphorbia lutulenta (Croizat) Oudejans
- Euphorbia luzoniensis Merr.
- Euphorbia lycioides Boiss.
- Euphorbia lydenburgensis Schweick. & Letty
- Euphorbia macdonaldii Halford & W.K.Harris
- Euphorbia machrisiae Steyerm.
- Euphorbia maconochieana B.G.Thomson
- Euphorbia macra Hiern
- Euphorbia macraulonia Phil.
- Euphorbia macrocarpa Boiss. & Buhse
- Euphorbia macroceras Fisch. & C.A.Mey.
- Euphorbia macroclada Boiss.
- Euphorbia macroglypha Lem.
- Euphorbia macrophylla Pax
- Euphorbia macropodoides B.L.Rob. & Greenm.
- Euphorbia macropus (Klotzsch & Garcke) Boiss.
- Euphorbia macrorhiza Ledeb.
- Euphorbia maculata L.
- Euphorbia macvaughii Carvajal & Lomelí
- Euphorbia maddenii Boiss.
- Euphorbia madinahensis Fayed & Al-Zahrani
- Euphorbia mafingensis (Hargr.) Bruyns
- Euphorbia magdalenae Benth.
- Euphorbia magnicapsula S.Carter
- Euphorbia magnifica (E.A.Bruce) Bruyns
- Euphorbia mahaboana Haev. & Hett.
- Euphorbia mahabobokensis Rauh
- Euphorbia mahafalensis Denis
- Euphorbia mainty (Poiss.) Denis ex Leandri
- Euphorbia major (Pax) Bruyns
- Euphorbia makallensis S.Carter
- Euphorbia makayensis Haev. & Hett.
- Euphorbia makinoi Hayata
- Euphorbia maleolens E.Phillips
- Euphorbia malevola L.C.Leach
- Euphorbia malleata Boiss.
- Euphorbia malurensis Rech.f.
- Euphorbia malvana Maire
- Euphorbia mamfwensis (Malaisse & Lecron) Bruyns
- Euphorbia mammillaris L.
- Euphorbia mandravioky Leandri
- Euphorbia mangelsdorffii Rauh
- Euphorbia mangokyensis Denis
- Euphorbia maoershanensis F.N.Wei & J.S.Ma
- Euphorbia marayensis Subils
- Euphorbia maresii Knoche
- Euphorbia margalidiana Kuhbier & Lewej.
- Euphorbia margaretae S.Carter
- Euphorbia marginata Pursh
- Euphorbia marie-cladieae Rzepecky
- Euphorbia maritae Rauh
- Euphorbia marlothiana N.E.Br.
- Euphorbia marotsipoyana Rebmann
- Euphorbia marrupana Bruyns
- Euphorbia marsabitensis S.Carter
- Euphorbia marschalliana Boiss.
- Euphorbia martinae Rauh
- Euphorbia maryrichardsiae G.Will.
- Euphorbia matabelensis Pax
- Euphorbia matritensis Boiss.
- Euphorbia mauritanica L.
- Euphorbia mayfieldii V.W.Steinm.
- Euphorbia maysillesii McVaugh
- Euphorbia mazandaranica Pahlevani
- Euphorbia mazicum Emb. & Maire
- Euphorbia mbuinzauensis N.Wei, Mwachala, G.W.Hu & Q.F.Wang
- Euphorbia mcvaughiana M.C.Johnst.
- Euphorbia medicaginea Boiss.
- Euphorbia meenae S.Carter
- Euphorbia megalatlantica Ball
- Euphorbia megalocarpa Rech.f.
- Euphorbia meganaesos Featherm.
- Euphorbia melanadenia Torr. & A.Gray
- Euphorbia melanocarpa Boiss.
- Euphorbia melanohydrata Nel
- Euphorbia melicae Ewest
- Euphorbia melitensis Parl.
- Euphorbia mellifera Aiton
- Euphorbia meloformis Aiton
- Euphorbia memoralis R.A.Dyer
- Euphorbia mendezii Boiss.
- Euphorbia mercurialina Michx.
- Euphorbia meridensis Pittier
- Euphorbia meridionalis P.R.O.Bally & S.Carter
- Euphorbia mertonii Fosberg
- Euphorbia mesembryanthemifolia Jacq.
- Euphorbia meuleniana O.Schwartz
- Euphorbia meuselii Geltman
- Euphorbia mexiae Standl.
- Euphorbia meyeniana Klotzsch
- Euphorbia michaelii Thulin
- Euphorbia micractina Boiss.
- Euphorbia microcarpa (Prokh.) Krylov
- Euphorbia micromera Boiss.
- Euphorbia microsciadia Boiss.
- Euphorbia microsphaera Boiss.
- Euphorbia migiurtinorum Chiov.
- Euphorbia milii Des Moul.
- Euphorbia millotii Ursch & Leandri
- Euphorbia millspaughii V.W.Steinm. & P.E.Berry
- Euphorbia minbuensis Gage
- Euphorbia minuscula Bruyns
- Euphorbia minuta Loscos & J.Pardo
- Euphorbia minutula Boiss.
- Euphorbia mirzakhaniana Pahlevani
- Euphorbia miscella L.C.Leach
- Euphorbia misella S.Watson
- Euphorbia misera Benth.
- Euphorbia missurica Raf.
- Euphorbia mitchelliana Boiss.
- Euphorbia mitriformis P.R.O.Bally & S.Carter
- Euphorbia mlanjeana L.C.Leach
- Euphorbia momccoyae Lavranos
- Euphorbia monacantha Pax
- Euphorbia monadenioides M.G.Gilbert
- Euphorbia monantha C.Wright ex Boiss.
- Euphorbia mongolica (Prokh.) Prokh.
- Euphorbia mongoliensis M.H.Li & C.H.Zhang
- Euphorbia monocyathium (Prokh.) Prokh.
- Euphorbia monostyla Prokh.
- Euphorbia monteiroi Hook.f.
- Euphorbia montenegrina (Bald.) K.Malý
- Euphorbia montereyana Millsp.
- Euphorbia moratii Rauh
- Euphorbia mosaica P.R.O.Bally & S.Carter
- Euphorbia mossambicensis (Klotzsch & Garcke) Boiss.
- Euphorbia mossamedensis N.E.Br.
- Euphorbia motuogensis M.T.Li, X.Z.Lan, H.P.Deng & W.L.Zheng
- Euphorbia mtolohensis Lodé
- Euphorbia mucronulata (Prokh.) Pavlov
- Euphorbia muelleri Boiss.
- Euphorbia muirii N.E.Br.
- Euphorbia multibrachiata Haev., Hett. & Spannring
- Euphorbia multiceps A.Berger
- Euphorbia multiclava P.R.O.Bally & S.Carter
- Euphorbia multifaria Halford & W.K.Harris
- Euphorbia multifida N.E.Br.
- Euphorbia multifolia A.C.White, R.A.Dyer & B.Sloane
- Euphorbia multiformis Gaudich. ex Hook. & Arn.
- Euphorbia multinodis Urb.
- Euphorbia multiramosa Nel
- Euphorbia multiseta Benth.
- Euphorbia mundii N.E.Br.
- Euphorbia munizii Borhidi
- Euphorbia muraltioides N.E.Br.
- Euphorbia muricata Thunb.
- Euphorbia murielii N.E.Br.
- Euphorbia muscicola Fernald
- Euphorbia musilii Velen.
- Euphorbia mwinilungensis L.C.Leach
- Euphorbia myrioclada S.Carter
- Euphorbia myrsinites L.
- Euphorbia myrtillifolia L.
- Euphorbia myrtoides Boiss.
- Euphorbia nadiae Houyelle
- Euphorbia nagleri (Klotzsch & Garcke) Boiss.
- Euphorbia namaquensis N.E.Br.
- Euphorbia namibensis Marloth
- Euphorbia namuliensis Bruyns
- Euphorbia namuskluftensis L.C.Leach
- Euphorbia nana Royle
- Euphorbia natalensis Bernh.
- Euphorbia nayarensis V.W.Steinm.
- Euphorbia negromontana N.E.Br.
- Euphorbia neilmulleri M.C.Johnst.
- Euphorbia neoangolensis Bruyns
- Euphorbia neoarborescens Bruyns
- Euphorbia neobosseri Rauh
- Euphorbia neocaledonica Boiss.
- Euphorbia neocapitata Bruyns
- Euphorbia neocastillonii Houyelle
- Euphorbia neochamaeclada Bruyns
- Euphorbia neococcinea Bruyns
- Euphorbia neocrispa Bruyns
- Euphorbia neocymosa Bruyns
- Euphorbia neoelliotii J.-P.Castillon & J.-B.Castillon
- Euphorbia neogillettii Bruyns
- Euphorbia neoglabrata Bruyns
- Euphorbia neoglaucescens Bruyns
- Euphorbia neogoetzei Bruyns
- Euphorbia neogossweileri Bruyns
- Euphorbia neogracilis Bruyns
- Euphorbia neohalipedicola Bruyns
- Euphorbia neohumbertii Boiteau
- Euphorbia neokaessneri Bruyns
- Euphorbia neomontana Bruyns
- Euphorbia neoparviflora Bruyns
- Euphorbia neopedunculata Bruyns
- Euphorbia neopolycnemoides Pax & K.Hoffm.
- Euphorbia neoreflexa Bruyns
- Euphorbia neorubella Bruyns
- Euphorbia neorugosa Bruyns ex Idrees
- Euphorbia neostolonifera Bruyns
- Euphorbia neovirgata Bruyns
- Euphorbia nephradenia Barneby
- Euphorbia nereidum Jahand. & Maire
- Euphorbia neriifolia L.
- Euphorbia nesomii Mayfield
- Euphorbia nevadensis Boiss. & Reut.
- Euphorbia nicaeensis All.
- Euphorbia nicholasii Oudejans
- Euphorbia niciciana Borbás ex Novák
- Euphorbia nigrispina N.E.Br.
- Euphorbia nigrispinoides M.G.Gilbert
- Euphorbia nivulia Buch.-Ham.
- Euphorbia nocens (L.C.Wheeler) V.W.Steinm.
- Euphorbia nodosa Houtt.
- Euphorbia nogalensis (A.Hässl.) S.Carter
- Euphorbia norfolkiana Boiss.
- Euphorbia normannii Schmalh. ex Lipsky
- Euphorbia notoptera Boiss.
- Euphorbia noxia Pax
- Euphorbia nubica N.E.Br.
- Euphorbia nubigena L.C.Leach
- Euphorbia nuda Velen.
- Euphorbia nudicaulis Perr.
- Euphorbia nummularia Hook.f.
- Euphorbia nurae P.Fraga & Rosselló
- Euphorbia nusbaumeri X.Aubriot & Lowry
- Euphorbia nutans Lag.
- Euphorbia nyassae Pax
- Euphorbia nyikae Pax ex Engl.
- Euphorbia oatesii Rolfe
- Euphorbia oaxacana B.L.Rob. & Greenm.
- Euphorbia obconica Bojer ex N.E.Br.
- Euphorbia obcordata Balf.f.
- Euphorbia obesa Hook.f.
- Euphorbia obliqua F.A.Bauer ex Endl.
- Euphorbia oblongata Griseb.
- Euphorbia oblongifolia (K.Koch) K.Koch
- Euphorbia obovata Decne.
- Euphorbia occidentaustralica Radcl.-Sm. & Govaerts
- Euphorbia ocellata Durand & Hilg.
- Euphorbia ocymoidea L.
- Euphorbia odontophora S.Carter
- Euphorbia oerstediana (Klotzsch & Garcke) Boiss.
- Euphorbia officinalis Forssk.
- Euphorbia officinarum L.
- Euphorbia ogadenensis P.R.O.Bally & S.Carter
- Euphorbia ogdenii K.Bradley & Sadle
- Euphorbia ohiva Swanepoel
- Euphorbia oidorrhiza Pojark.
- Euphorbia oligoclada L.C.Leach
- Euphorbia olowaluana Sherff
- Euphorbia omariana M.G.Gilbert
- Euphorbia operta Halford & W.K.Harris
- Euphorbia ophiolitica (P.I.Forst.) Ya Yang
- Euphorbia ophthalmica Pers.
- Euphorbia oppositifolia McVaugh
- Euphorbia opuntioides Welw. ex Hiern
- Euphorbia oranensis (Croizat) Subils
- Euphorbia orbiculata Kunth
- Euphorbia orbiculifolia S.Carter
- Euphorbia orbifolia (Alain) Oudejans
- Euphorbia orientalis L.
- Euphorbia origanoides L.
- Euphorbia orizabae Boiss.
- Euphorbia orjeni Beck
- Euphorbia orobanchoides (P.R.O.Bally) Bruyns
- Euphorbia orphanidis Boiss.
- Euphorbia orthoclada Baker
- Euphorbia oryctis Dinter
- Euphorbia osyridea Boiss.
- Euphorbia osyridiformis Parsa
- Euphorbia otavibergensis Bruyns
- Euphorbia otjingandu Swanepoel
- Euphorbia otjipembana L.C.Leach
- Euphorbia ouachitana Mayfield
- Euphorbia ovalleana Phil.
- Euphorbia oxycoccoides Boiss.
- Euphorbia oxyodonta Boiss.
- Euphorbia oxyphylla Boiss.
- Euphorbia oxystegia Boiss.
- Euphorbia pachyclada S.Carter
- Euphorbia pachypodioides Boiteau
- Euphorbia pachyrrhiza Kar. & Kir.
- Euphorbia pachysantha Baill.
- Euphorbia pachyspina Haev. & Hett.
- Euphorbia paganorum A.Chev.
- Euphorbia pallens Dillwyn
- Euphorbia palustris L.
- Euphorbia pamirica (Prokh.) Prokh.
- Euphorbia pampeana Speg.
- Euphorbia pancheri Baill.
- Euphorbia paniculata Desf.
- Euphorbia panjutinii Grossh.
- Euphorbia pannonica Host
- Euphorbia pantomalaca Standl. & Steyerm.
- Euphorbia papilionum S.Carter
- Euphorbia papillaris (Boiss.) Raffaelli & Ricceri
- Euphorbia papillata Halford & W.K.Harris
- Euphorbia papillifolia Halford & W.K.Harris
- Euphorbia papillosa A.St.-Hil.
- Euphorbia papillosicapsa L.C.Leach
- Euphorbia paralias L.
- Euphorbia paranensis Dusén
- Euphorbia parciflora Urb.
- Euphorbia parciramulosa Schweinf.
- Euphorbia paredonensis (Millsp.) Oudejans
- Euphorbia parifolia N.E.Br.
- Euphorbia parishii Greene
- Euphorbia parkeri Binojk. & N.P.Balakr.
- Euphorbia parodii Oudejans
- Euphorbia parryi Engelm.
- Euphorbia parva N.E.Br.
- Euphorbia parvicaruncula D.C.Hassall
- Euphorbia parviceps L.C.Leach
- Euphorbia parvicyathophora Rauh
- Euphorbia parviflora L.
- Euphorbia parvimedusae Haev. & Hett.
- Euphorbia parvula Delile
- Euphorbia patentispina S.Carter
- Euphorbia patula Mill.
- Euphorbia pauciradiata Blatt.
- Euphorbia paulianii Ursch & Leandri
- Euphorbia pedersenii Subils
- Euphorbia pediculifera Engelm.
- Euphorbia pedilanthoides Denis
- Euphorbia pedroi Molero & Rovira
- Euphorbia peganoides Boiss.
- Euphorbia pekinensis Rupr.
- Euphorbia pellegrinii Leandri
- Euphorbia peltata Roxb.
- Euphorbia peninsularis I.M.Johnst.
- Euphorbia pentadactyla Griseb.
- Euphorbia pentagona Haw.
- Euphorbia pentlandii Boiss.
- Euphorbia pentops Marloth ex A.C.White, R.A.Dyer & B.Sloane
- Euphorbia peperomioides Boiss.
- Euphorbia peplidion Engelm.
- Euphorbia peplis L.
- Euphorbia peplus L.
- Euphorbia perangusta R.A.Dyer
- Euphorbia perangustifolia S.Carter
- Euphorbia perarmata S.Carter
- Euphorbia perbracteata Gage
- Euphorbia perennans (Shinners) Warnock & M.C.Johnst.
- Euphorbia pereskiifolia Houllet ex Baill.
- Euphorbia perfoliata Scheutz
- Euphorbia pergamena Small
- Euphorbia pergracilis P.G.Mey.
- Euphorbia peritropoides (Millsp.) V.W.Steinm.
- Euphorbia perlignea McVaugh
- Euphorbia perplexa L.C.Leach
- Euphorbia perrieri Drake
- Euphorbia perrierioides Haev., Hett. & Spannring
- Euphorbia persistentifolia L.C.Leach
- Euphorbia personata (Croizat) V.W.Steinm.
- Euphorbia peruviana L.C.Wheeler
- Euphorbia pervilleana Baill.
- Euphorbia pervittata S.Carter
- Euphorbia pestalozzae Boiss.
- Euphorbia petala Ewart & L.R.Kerr
- Euphorbia petiolaris Sims
- Euphorbia petiolata Banks & Sol.
- Euphorbia petitiana A.Rich.
- Euphorbia petraea S.Carter
- Euphorbia petricola P.R.O.Bally & S.Carter
- Euphorbia petrina S.Watson
- Euphorbia petrophila C.A.Mey.
- Euphorbia philippiana (Klotzsch & Garcke) Boiss.
- Euphorbia phillipsiae N.E.Br.
- Euphorbia phillipsioides S.Carter
- Euphorbia phosphorea Mart.
- Euphorbia phylloclada Boiss.
- Euphorbia phymatosperma Boiss.
- Euphorbia physocaulos Mouterde
- Euphorbia physoclada Boiss.
- Euphorbia picachensis Brandegee
- Euphorbia piceoides Thulin
- Euphorbia pillansii N.E.Br.
- Euphorbia pilosa L.
- Euphorbia pilosissima S.Carter
- Euphorbia pinetorum (Small) G.L.Webster
- Euphorbia pinkavana M.C.Johnst.
- Euphorbia pionosperma V.W.Steinm. & Felger
- Euphorbia pirottae A.Terracc.
- Euphorbia piscatoria Aiton
- Euphorbia piscidermis M.G.Gilbert
- Euphorbia pisidica Hub.-Mor. & M.S.Khan
- Euphorbia pisima Bruyns
- Euphorbia pithyusa L.
- Euphorbia plagiantha Drake
- Euphorbia planiticola D.C.Hassall
- Euphorbia platycephala Pax
- Euphorbia platyphyllos L.
- Euphorbia platypoda Pax
- Euphorbia platyrrhiza L.C.Leach
- Euphorbia platysperma Engelm.
- Euphorbia plebeia Boiss.
- Euphorbia plenispina S.Carter
- Euphorbia plumerioides Teijsm. ex Hassk.
- Euphorbia podadenia Boiss.
- Euphorbia podocarpifolia Urb.
- Euphorbia poecilophylla (Prokh.) Prokh.
- Euphorbia poeppigii Boiss.
- Euphorbia poissonii Pax
- Euphorbia polyacantha Boiss.
- Euphorbia polyantha Pax
- Euphorbia polycarpa Benth.
- Euphorbia polycaulis Boiss. & Hohen.
- Euphorbia polycephala Marloth
- Euphorbia polycnemoides Hochst. ex Boiss.
- Euphorbia polygalifolia Boiss. & Reut.
- Euphorbia polygona Haw.
- Euphorbia polygonifolia L.
- Euphorbia polyphylla Engelm. ex Holz.
- Euphorbia ponderosa S.Carter
- Euphorbia pondii Millsp.
- Euphorbia porcata Halford & W.K.Harris
- Euphorbia porphyrantha Phil.
- Euphorbia porteriana (Small) Oudejans
- Euphorbia portlandica L.
- Euphorbia portucasadiana (Croizat) Subils
- Euphorbia portulacoides L.
- Euphorbia potaninii Prokh.
- Euphorbia potentilloides Boiss.
- Euphorbia potosina Fernald
- Euphorbia primulifolia Baker
- Euphorbia proballyana L.C.Leach
- Euphorbia procera M.Bieb.
- Euphorbia proctorii (D.G.Burch) Correll
- Euphorbia procumbens Mill.
- Euphorbia prolifera Buch.-Ham. ex D.Don
- Euphorbia promecocarpa Davis
- Euphorbia prona S.Carter
- Euphorbia prostrata Aiton
- Euphorbia psammiticola Haev. & Hett.
- Euphorbia psammogeton P.S.Green
- Euphorbia psammophila Ule
- Euphorbia pseudagraria P.A.Smirn.
- Euphorbia pseudoapios Maire & Weiller
- Euphorbia pseudoaprica J.-P.Castillon
- Euphorbia pseudoburuana P.R.O.Bally & S.Carter
- Euphorbia pseudocactus A.Berger
- Euphorbia pseudocontorta Bruyns
- Euphorbia pseudodidiereoides J.-P.Castillon & Rajaov.
- Euphorbia pseudofulva Miranda
- Euphorbia pseudoglobosa Marloth
- Euphorbia pseudograntii Pax
- Euphorbia pseudohirsuta Bruyns
- Euphorbia pseudolaevis Bruyns
- Euphorbia pseudomollis Bruyns
- Euphorbia pseudonudicaulis Bruyns
- Euphorbia pseudopetiolata Bruyns
- Euphorbia pseudoracemosa (P.R.O.Bally) Bruyns
- Euphorbia pseudosikkimensis (Hurus. & Yu.Tanaka) Radcl.-Sm.
- Euphorbia pseudostellata Bruyns
- Euphorbia pseudotrinervis Bruyns
- Euphorbia pseudotuberosa Pax
- Euphorbia pseudovolkensii Bruyns
- Euphorbia psilosperma Halford & W.K.Harris
- Euphorbia pteroclada L.C.Leach
- Euphorbia pterococca Brot.
- Euphorbia pteroneura A.Berger
- Euphorbia pubentissima Michx.
- Euphorbia pubescenticocca (Christenh.) Christenh.
- Euphorbia pubicaulis S.Moore
- Euphorbia pubiglans N.E.Br.
- Euphorbia pudibunda (P.R.O.Bally) Bruyns
- Euphorbia pueblensis Brandegee
- Euphorbia pulcherrima Willd. ex Klotzsch
- Euphorbia pulvinata Marloth
- Euphorbia pumicicola Huft
- Euphorbia punctata Delile
- Euphorbia punctulata Andersson
- Euphorbia punicea Sw.
- Euphorbia purpurea (Raf.) Fernald
- Euphorbia pycnostegia Boiss.
- Euphorbia pyrenaica Jord.
- Euphorbia pyrifolia Lam.
- Euphorbia qarad Deflers
- Euphorbia quadrangularis Pax
- Euphorbia quadrata Nel
- Euphorbia quadrialata Pax
- Euphorbia quadrilatera L.C.Leach
- Euphorbia quadrispina S.Carter
- Euphorbia quaitensis S.Carter
- Euphorbia quinquecostata Volkens
- Euphorbia quitensis Boiss.
- Euphorbia racemosa E.Mey. ex Boiss.
- Euphorbia radfanensis Al-Fatimi & N.Kilian
- Euphorbia radians Benth.
- Euphorbia radiifera L.C.Leach
- Euphorbia radioloides Boiss.
- Euphorbia radyeri Bruyns
- Euphorbia ramena Buddens. & Razaf.
- Euphorbia ramiglans N.E.Br.
- Euphorbia ramipressa Croizat
- Euphorbia ramofraga Denis & Humbert ex Leandri
- Euphorbia ramosa Seaton
- Euphorbia ramulosa L.C.Leach
- Euphorbia randrianijohanyi Haevermans & Labat
- Euphorbia rangovalensis Leandri
- Euphorbia raphanorrhiza (Millsp.) J.F.Macbr.
- Euphorbia raphilippii Oudejans
- Euphorbia rapulum Kar. & Kir.
- Euphorbia rauhii Haevermans & Labat
- Euphorbia ravii A.Naray. & K.Prasad
- Euphorbia rayturneri V.W.Steinm. & Jercinovic
- Euphorbia razafinjohanyi Ursch & Leandri
- Euphorbia reclinata P.R.O.Bally & S.Carter
- Euphorbia reconciliationis Radcl.-Sm.
- Euphorbia recurva Hook.f.
- Euphorbia regis-jubae J.Gay
- Euphorbia reineckei Pax
- Euphorbia remyi A.Gray ex Boiss.
- Euphorbia reniformis Blume
- Euphorbia renneyi (S.Carter) Bruyns
- Euphorbia repanda (Haw.) Sweet
- Euphorbia repetita Hochst. ex A.Rich.
- Euphorbia reptans P.R.O.Bally & S.Carter
- Euphorbia resinifera O.Berg
- Euphorbia restiacea Benth.
- Euphorbia restituta N.E.Br.
- Euphorbia restricta R.A.Dyer
- Euphorbia retrospina Rauh & Gerold
- Euphorbia retusa Forssk.
- Euphorbia reuteriana Boiss.
- Euphorbia revoluta Engelm.
- Euphorbia rhabdodes Boiss.
- Euphorbia rhabdotosperma Radcl.-Sm.
- Euphorbia rhizophora (P.R.O.Bally) Bruyns
- Euphorbia rhombifolia Boiss.
- Euphorbia rhytidosperma Boiss. & Balansa
- Euphorbia rhytisperma (Klotzsch & Garcke) Boiss.
- Euphorbia richardsiae L.C.Leach
- Euphorbia ridleyi Croizat
- Euphorbia riebeckii Pax
- Euphorbia rigida M.Bieb.
- Euphorbia rigidispina Haev. & Hett.
- Euphorbia riinae V.W.Steinm.
- Euphorbia rimarum Coss. & Balansa
- Euphorbia ritchiei (P.R.O.Bally) Bruyns
- Euphorbia rivae Pax
- Euphorbia robecchii Pax
- Euphorbia robivelonae Rauh
- Euphorbia rochaensis (Croizat) Alonso Paz & Marchesi
- Euphorbia rockii C.N.Forbes
- Euphorbia roemeriana Scheele
- Euphorbia rohlenae Velen.
- Euphorbia roschanica (Ikonn.) Czerep.
- Euphorbia rosea Retz.
- Euphorbia roseana (Marn.-Lap. ex Demoly) J.-P.Castillon & J.-B.Castillon
- Euphorbia rosescens E.L.Bridges & Orzell
- Euphorbia rossiana Pax
- Euphorbia rossii Rauh & Buchloh
- Euphorbia rosularis Fed.
- Euphorbia rothiana Spreng.
- Euphorbia rothrockii (Millsp.) Oudejans
- Euphorbia rowlandii R.A.Dyer
- Euphorbia royleana Boiss.
- Euphorbia rubella Pax
- Euphorbia rubriflora N.E.Br.
- Euphorbia rubriseminalis S.Carter ex Boulos
- Euphorbia rubrispinosa S.Carter
- Euphorbia rubromarginata L.E.Newton
- Euphorbia rubrostriata Drake
- Euphorbia rudis N.E.Br.
- Euphorbia ruficeps S.Carter
- Euphorbia rugosiflora L.C.Leach
- Euphorbia ruiziana (Klotzsch & Garcke) Boiss.
- Euphorbia ruizlealii Subils
- Euphorbia rupestris Ledeb.
- Euphorbia ruscifolia (Boiss.) N.E.Br.
- Euphorbia rutilis (Millsp.) Standl. & Steyerm.
- Euphorbia rzedowskii McVaugh
- Euphorbia sabulicola Boiss.
- Euphorbia saccharata Boiss.
- Euphorbia sachetiana (J.Florence) Govaerts
- Euphorbia sahendi Bornm.
- Euphorbia sahyadrica Sardesai & Malpure
- Euphorbia salicifolia Host
- Euphorbia salota Leandri
- Euphorbia salsicola S.Carter
- Euphorbia salsuginosa (McVaugh) Radcl.-Sm. & Govaerts
- Euphorbia samburuensis P.R.O.Bally & S.Carter
- Euphorbia sanctae-catharinae Fayed
- Euphorbia sanmartensis Rusby
- Euphorbia santamariae (H.Schaef.) H.Schaef.
- Euphorbia santapaui A.N.Henry
- Euphorbia sapinii De Wild.
- Euphorbia saratoi Ardoino
- Euphorbia sarawschanica Regel
- Euphorbia sarcoceras O.L.M.Silva & Cordeiro
- Euphorbia sarcodes Boiss.
- Euphorbia sarcostemmoides J.H.Willis
- Euphorbia sareciana M.G.Gilbert
- Euphorbia sareptana A.K.Becker
- Euphorbia sarmentosa Welw. ex Pax
- Euphorbia saudiarabica Fayed & Al-Zahrani
- Euphorbia saurica Baikov
- Euphorbia saxatilis Jacq.
- Euphorbia saxicola Radcl.-Sm.
- Euphorbia saxorum P.R.O.Bally & S.Carter
- Euphorbia scabrifolia Kurz
- Euphorbia scandens Kunth
- Euphorbia scarlatina S.Carter
- Euphorbia scatorhiza S.Carter
- Euphorbia schaijesii (Malaisse) Bruyns
- Euphorbia scheffleri Pax
- Euphorbia schickendantzii Hieron.
- Euphorbia schiedeana (Klotzsch & Garcke) Mayfield ex C.Nelson
- Euphorbia schimperi C.Presl
- Euphorbia schimperiana Scheele
- Euphorbia schinzii Pax
- Euphorbia schizacantha Pax
- Euphorbia schizolepis F.Muell. ex Boiss.
- Euphorbia schizoloba Engelm.
- Euphorbia schlechtendalii Boiss.
- Euphorbia schlechteri Pax
- Euphorbia schmitzii L.C.Leach
- Euphorbia schoenlandii Pax
- Euphorbia schottiana Boiss.
- Euphorbia schubei Pax
- Euphorbia schugnanica B.Fedtsch.
- Euphorbia schultzii Benth.
- Euphorbia schumannii Radcl.-Sm.
- Euphorbia schweinfurthii Balf.f.
- Euphorbia sciadophila Boiss.
- Euphorbia scitula L.C.Leach
- Euphorbia sclerocyathium Korovin & Popov
- Euphorbia sclerophylla Boiss.
- Euphorbia scopulorum Brandegee
- Euphorbia scordiifolia Jacq.
- Euphorbia scripta Sommier & Levier
- Euphorbia scutiformis V.W.Steinm. & P.E.Berry
- Euphorbia scyphadena S.Carter
- Euphorbia sebastinei Binojk. & N.P.Balakr.
- Euphorbia sebsebei M.G.Gilbert
- Euphorbia segetalis L.
- Euphorbia segoviensis Boiss.
- Euphorbia seguieriana Neck.
- Euphorbia seibanica Lavranos & Gifri
- Euphorbia sekukuniensis R.A.Dyer
- Euphorbia seleri Donn.Sm.
- Euphorbia selloi (Klotzsch & Garcke) Boiss.
- Euphorbia selousiana S.Carter
- Euphorbia semiperfoliata Viv.
- Euphorbia semivillosa (Prokh.) Krylov
- Euphorbia semperflorens L.C.Leach
- Euphorbia sendaica Makino
- Euphorbia senguptae N.P.Balakr. & Subr.
- Euphorbia senilis Standl. & Steyerm.
- Euphorbia sennii Chiov.
- Euphorbia sepium N.E.Br.
- Euphorbia septentrionalis P.R.O.Bally & S.Carter
- Euphorbia sepulta P.R.O.Bally & S.Carter
- Euphorbia serendipita L.E.Newton
- Euphorbia seretii De Wild.
- Euphorbia serpens Kunth
- Euphorbia serpentini Novák
- Euphorbia serpillifolia Pers.
- Euphorbia serrata L.
- Euphorbia serratifolia S.Carter
- Euphorbia serrula Engelm.
- Euphorbia seshachalamensis K.Prasad & Prasanna
- Euphorbia sessei Oudejans
- Euphorbia sessiliflora Roxb.
- Euphorbia sessilifolia Klotzsch ex Boiss.
- Euphorbia setiloba Engelm. ex Torr.
- Euphorbia setispina S.Carter
- Euphorbia setosa (Boiss.) Müll.Arg.
- Euphorbia sewerzowii (Prokh.) Pavlov
- Euphorbia sharkoensis Baill.
- Euphorbia sharmae U.C.Bhattach.
- Euphorbia shebeliensis (M.G.Gilbert) Bruyns
- Euphorbia shehbaziana S.Y.Hama & S.A.Ahmad
- Euphorbia sieboldiana C.Morren & Decne.
- Euphorbia sikkimensis Boiss.
- Euphorbia silenifolia (Haw.) Sweet
- Euphorbia similiramea S.Carter
- Euphorbia simulans (L.C.Wheeler) Warnock & M.C.Johnst.
- Euphorbia sinaloensis Brandegee
- Euphorbia sinclairiana Benth.
- Euphorbia sintenisii Boiss. ex Freyn
- Euphorbia sipolisii N.E.Br.
- Euphorbia skottsbergii Sherff
- Euphorbia smirnovii Geltman
- Euphorbia smithii S.Carter
- Euphorbia sobolifera O.L.M.Silva & P.J.Braun
- Euphorbia socotrana Balf.f.
- Euphorbia sogdiana Popov
- Euphorbia sojakii (Chrtek & Krísa) Dubovik
- Euphorbia somalensis Pax
- Euphorbia sommieriana C.Brullo & Brullo
- Euphorbia songweana S.Carter
- Euphorbia soobyi McVaugh
- Euphorbia soongarica Boiss.
- Euphorbia sororia Schrenk
- Euphorbia spannringii Haev. & Hett.
- Euphorbia sparrmanni Boiss.
- Euphorbia sparsiflora A.Heller
- Euphorbia spartaria N.E.Br.
- Euphorbia spartiformis Mobayen
- Euphorbia spathulata Lam.
- Euphorbia speciosa L.C.Leach
- Euphorbia specksii Rauh
- Euphorbia spectabilis (S.Carter) Bruyns
- Euphorbia spellenbergiana Mayfield & V.W.Steinm.
- Euphorbia sphaerorhiza Benth.
- Euphorbia spinea N.E.Br.
- Euphorbia spinidens Bornm. ex Prokh.
- Euphorbia spinosa L.
- Euphorbia spinulosa (S.Carter) Bruyns
- Euphorbia spiralis Balf.f.
- Euphorbia spirosticha (Rauh & Buchloh) Haev. & Hett.
- Euphorbia spissa Thulin
- Euphorbia spissiflora S.Carter
- Euphorbia splendens Bojer ex Hook.
- Euphorbia spruceana Boiss.
- Euphorbia spurca (M.C.Johnst.) A.M.Powell
- Euphorbia squamigera Loisel.
- Euphorbia squamosa Willd.
- Euphorbia squarrosa Haw.
- Euphorbia standleyi (Millsp.) Oudejans
- Euphorbia stapelioides Boiss.
- Euphorbia stapfii A.Berger
- Euphorbia steelpoortensis Bruyns
- Euphorbia stellata Willd.
- Euphorbia stellispina Haw.
- Euphorbia stenocaulis Bruyns
- Euphorbia stenoclada Baill.
- Euphorbia stenophylla (Klotzsch & Garcke) Boiss.
- Euphorbia stepposa Zoz ex Prokh.
- Euphorbia stevenii F.M.Bailey
- Euphorbia stictospora Engelm.
- Euphorbia stoddartii Fosberg
- Euphorbia stolonifera Marloth ex A.C.White, R.A.Dyer & B.Sloane
- Euphorbia stracheyi Boiss.
- Euphorbia strangulata N.E.Br.
- Euphorbia striata Thunb.
- Euphorbia stricta L.
- Euphorbia strictior Holz.
- Euphorbia strigosa Hook. & Arn.
- Euphorbia stygiana H.C.Watson
- Euphorbia subamplexicaulis Kar. & Kir.
- Euphorbia subapoda Baill.
- Euphorbia subcordata Ledeb.
- Euphorbia subhastata Vis. & Pancic
- Euphorbia submamillaris (A.Berger) A.Berger
- Euphorbia suborbicularis Thulin
- Euphorbia subpeltata S.Watson
- Euphorbia subpeltatophylla Rauh
- Euphorbia subsalsa Hiern
- Euphorbia subscandens P.R.O.Bally & S.Carter
- Euphorbia subterminalis N.E.Br.
- Euphorbia subtilis (Prokh.) Prokh.
- Euphorbia subtrifoliata Rusby
- Euphorbia succedanea L.C.Wheeler
- Euphorbia succulenta (Schweick.) Bruyns
- Euphorbia sudanica A.Chev.
- Euphorbia suffulta Bruyns
- Euphorbia sulcata Lens ex Loisel.
- Euphorbia sulphurea Pahlevani
- Euphorbia sultan-hassei Strid, B.Bentzer, Bothmer, Engstrand & M.A.Gust.
- Euphorbia sumati S.Carter
- Euphorbia sumbawensis Boiss.
- Euphorbia suppressa Marx
- Euphorbia susan-holmesiae Binojk. & Gopalan
- Euphorbia susannae Marloth
- Euphorbia suzannae-marnierae Rauh & Petignat
- Euphorbia symmetrica A.C.White, R.A.Dyer & B.Sloane
- Euphorbia syncalycina Bruyns
- Euphorbia syncameronii Bruyns
- Euphorbia systyla Edgew.
- Euphorbia systyloides Pax
- Euphorbia szovitsii Fisch. & C.A.Mey.
- Euphorbia taboraensis A.Hässl.
- Euphorbia tacnensis Phil.
- Euphorbia taifensis Fayed & Al-Zahrani
- Euphorbia taihsiensis (Chaw & Koutnik) Oudejans
- Euphorbia talaina Radcl.-Sm.
- Euphorbia talassica Lazkov & Sennikov
- Euphorbia talastavica (Prokh.) Prokh.
- Euphorbia taluticola Wiggins
- Euphorbia tamanduana Boiss.
- Euphorbia tamaulipasana (Millsp.) Oudejans
- Euphorbia tanaensis P.R.O.Bally & S.Carter
- Euphorbia tananarivae (Leandri ex J.-P.Castillon & J.-B.Castillon) Haev. & Hett.
- Euphorbia tannensis Biehler
- Euphorbia tanquahuete Sessé & Moc.
- Euphorbia tarapacana Phil.
- Euphorbia tardieuana Leandri
- Euphorbia tarokoensis Hayata
- Euphorbia taruensis S.Carter
- Euphorbia tauricola Prokh.
- Euphorbia taurinensis All.
- Euphorbia tavoyensis N.P.Balakr.
- Euphorbia teheranica Boiss.
- Euphorbia tehuacana (Brandegee) V.W.Steinm.
- Euphorbia teixeirae L.C.Leach
- Euphorbia teke Schweinf. ex Pax
- Euphorbia telanganensis Sadas., K.Prasad & A.Ramakrishna
- Euphorbia telephioides Chapm.
- Euphorbia tellieri A.Chev.
- Euphorbia tenebrosa N.E.Br.
- Euphorbia tenuirama Schweinf. ex A.Berger
- Euphorbia tenuispina (Rauh & Razaf.) J.-P.Castillon & J.-B.Castillon
- Euphorbia tenuispinosa Gilli
- Euphorbia teres M.Machado & Hofacker
- Euphorbia terracina L.
- Euphorbia tescorum S.Carter
- Euphorbia teskensuensis Orazova
- Euphorbia tessmannii Mansf.
- Euphorbia tetracantha Rendle
- Euphorbia tetracanthoides Pax
- Euphorbia tetragona Haw.
- Euphorbia tetrangularis Hurbath & Cordeiro
- Euphorbia tetrapora Engelm.
- Euphorbia tetraptera Baker
- Euphorbia tettensis Klotzsch
- Euphorbia texana Boiss.
- Euphorbia thelephora Halford & W.K.Harris
- Euphorbia theriaca L.C.Wheeler
- Euphorbia thessala (Formánek) Degen & Dörfl.
- Euphorbia thinophila Phil.
- Euphorbia tholicola L.C.Leach
- Euphorbia thompsonii Holmboe
- Euphorbia thomsoniana Boiss.
- Euphorbia thouarsiana Baill.
- Euphorbia thulinii S.Carter
- Euphorbia thymifolia L.
- Euphorbia thyrsoidea Boiss.
- Euphorbia tibetica Boiss.
- Euphorbia tinianensis Hosok.
- Euphorbia tirucalli L.
- Euphorbia tisserantii A.Chev. & Sillans
- Euphorbia tithymaloides L.
- Euphorbia togakusensis Hayata
- Euphorbia tomentella Engelm. ex Boiss.
- Euphorbia tomentulosa S.Watson
- Euphorbia tommasiniana Bertol.
- Euphorbia tongchuanensis C.Y.Wu & J.S.Ma
- Euphorbia torralbasii Urb.
- Euphorbia torrei (L.C.Leach) Bruyns
- Euphorbia torta Pax & K.Hoffm.
- Euphorbia tortilis Rottler ex Ainslie
- Euphorbia tortirama R.A.Dyer
- Euphorbia tortistyla N.E.Br.
- Euphorbia trachysperma Engelm.
- Euphorbia trancapatae (Croizat) J.F.Macbr.
- Euphorbia transoxana (Prokh.) Prokh.
- Euphorbia transtagana Boiss.
- Euphorbia transvaalensis Schltr.
- Euphorbia tresmariae (Millsp.) Standl.
- Euphorbia triaculeata Forssk.
- Euphorbia trialata (Huft) V.W.Steinm.
- Euphorbia triangolensis Bruyns
- Euphorbia triangularis Desf. ex A.Berger
- Euphorbia trichadenia Pax
- Euphorbia trichiocyma S.Carter
- Euphorbia trichocardia L.B.Sm.
- Euphorbia trichophylla Baker
- Euphorbia trichotoma Kunth
- Euphorbia tricolor Greenm.
- Euphorbia tridentata Lam.
- Euphorbia triflora Schott, Nyman & Kotschy
- Euphorbia trigona Mill.
- Euphorbia trigonosperma Halford & W.K.Harris
- Euphorbia triligulata (L.C.Wheeler) A.M.Powell
- Euphorbia triodonta (Prokh.) Prokh.
- Euphorbia tripartita S.Carter
- Euphorbia triphylla (Klotzsch & Garcke) Oudejans
- Euphorbia tshuiensis (Prokh.) Serg. ex Krylov
- Euphorbia tsihombensis Haev. & Hett.
- Euphorbia tubadenia Mayfield ex Ya Yang
- Euphorbia tuberculata Jacq.
- Euphorbia tuberculatoides N.E.Br.
- Euphorbia tuberifera N.E.Br.
- Euphorbia tuberosa L.
- Euphorbia tubiglans Marloth ex R.A.Dyer
- Euphorbia tuckeyana Steud. ex Webb
- Euphorbia tuerckheimii Urb.
- Euphorbia tulearensis (Rauh) Rauh
- Euphorbia tumbaensis De Wild.
- Euphorbia tumistyla (D.G.Burch) Radcl.-Sm.
- Euphorbia turbiniformis Chiov.
- Euphorbia turczaninowii Kar. & Kir.
- Euphorbia turkanensis S.Carter
- Euphorbia turkestanica Regel
- Euphorbia turpinii Boiss.
- Euphorbia tzitanshaniana S.S.Ying
- Euphorbia ugandensis Pax & K.Hoffm.
- Euphorbia uhligiana Pax
- Euphorbia uliginosa Welw. ex Boiss.
- Euphorbia umbellata (Pax) Bruyns
- Euphorbia umbelliformis (Urb. & Ekman) V.W.Steinm. & P.E.Berry
- Euphorbia umbellulata Engelm. ex Boiss.
- Euphorbia umbonata S.Carter
- Euphorbia umbrosa Bertero ex Spreng.
- Euphorbia umfoloziensis Peckover
- Euphorbia undulata M.Bieb.
- Euphorbia undulatifolia Janse
- Euphorbia unicornis R.A.Dyer
- Euphorbia uniglans M.G.Gilbert
- Euphorbia unispina N.E.Br.
- Euphorbia uralensis Fisch. ex Link
- Euphorbia urceolophora Parodi
- Euphorbia usambarica Pax
- Euphorbia uzmuk S.Carter & J.R.I.Wood
- Euphorbia vaccaria Baill.
- Euphorbia vaginulata Griseb.
- Euphorbia vajravelui Binojk. & N.P.Balakr.
- Euphorbia valdevillosocarpa Arvat & Nyár.
- Euphorbia valerianifolia Lam.
- Euphorbia valeryae J.-P.Castillon
- Euphorbia vallaris L.C.Leach
- Euphorbia vallis-mortae (Millsp.) J.T.Howell
- Euphorbia vandermerwei R.A.Dyer
- Euphorbia variabilis Ces.
- Euphorbia varians Haw.
- Euphorbia vauthieriana Boiss.
- Euphorbia velleriflora (Klotzsch & Garcke) Boiss.
- Euphorbia velligera S.Schauer
- Euphorbia venefica Trémaux ex Kotschy
- Euphorbia veneris M.L.S.Khan
- Euphorbia venkatarajui Sarojin.
- Euphorbia venteri L.C.Leach ex R.H.Archer & S.Carter
- Euphorbia verapazensis Standl. & Steyerm.
- Euphorbia vermiculata Raf.
- Euphorbia verna Phil.
- Euphorbia verrucitesta Halford & W.K.Harris
- Euphorbia verrucosa L.
- Euphorbia verruculosa N.E.Br.
- Euphorbia versicolores G.Will.
- Euphorbia vervoorstii Subils
- Euphorbia vestita Boiss.
- Euphorbia vezorum Leandri
- Euphorbia viatilis Ule
- Euphorbia vicina Halford & W.K.Harris
- Euphorbia victoriensis Halford & W.K.Harris
- Euphorbia viduiflora L.C.Leach
- Euphorbia viguieri Denis
- Euphorbia villifera Scheele
- Euphorbia viminea Hook.f.
- Euphorbia violacea Greenm.
- Euphorbia virgata Waldst. & Kit.
- Euphorbia viridis (Klotzsch & Garcke) Boiss.
- Euphorbia viridula Cordem. ex Radcl.-Sm.
- Euphorbia virosa Willd.
- Euphorbia viscoides Boiss.
- Euphorbia vittata S.Carter
- Euphorbia vizcainensis Maya-Lastra & V.W.Steinm.
- Euphorbia vulcanorum S.Carter
- Euphorbia wakefieldii N.E.Br.
- Euphorbia wallichii Hook.f.
- Euphorbia waringiae Rauh & Gerold
- Euphorbia watanabei Makino
- Euphorbia waterbergensis R.A.Dyer
- Euphorbia weberbaueri Mansf.
- Euphorbia wellbyi N.E.Br.
- Euphorbia werneri Haev. & Hett.
- Euphorbia wheeleri Baill.
- Euphorbia whellanii L.C.Leach
- Euphorbia whitei L.C.Wheeler
- Euphorbia whyteana Baker f.
- Euphorbia wildii L.C.Leach
- Euphorbia williamsonii L.C.Leach
- Euphorbia willowmorensis Bruyns
- Euphorbia wittmannii Boiss.
- Euphorbia woodii N.E.Br.
- Euphorbia wrightii Torr. & A.Gray
- Euphorbia xalapensis Kunth
- Euphorbia xanthadenia Denis
- Euphorbia xanti Engelm. ex Boiss.
- Euphorbia xbacensis Millsp.
- Euphorbia xiangxiui N.Wei, Q.Yu, Guo X.Chen & Q.F.Wang
- Euphorbia xianxialingensis F.Y.Zhang, W.Y.Xie & Z.H.Chen
- Euphorbia xylacantha Pax
- Euphorbia xylophylloides Brongn. ex Lem.
- Euphorbia xylopoda Greenm.
- Euphorbia yanjinensis W.T.Wang
- Euphorbia yaquiana Tidestr.
- Euphorbia yaroslavii Poljakov
- Euphorbia yattana (P.R.O.Bally) Bruyns
- Euphorbia yemenica Boiss.
- Euphorbia yildirimlii Dinç
- Euphorbia yucatanensis (Millsp.) Standl.
- Euphorbia zakamenae Leandri
- Euphorbia zambesiana Benth.
- Euphorbia zamudioi V.W.Steinm. & P.Carrillo
- Euphorbia zeylana N.E.Br.
- Euphorbia ziaratensis Pahlevani
- Euphorbia zierioides Boiss.
- Euphorbia zonosperma Müll.Arg.
- Euphorbia zoutpansbergensis R.A.Dyer

## Subgèneres
Segons estudis recents, el gènere eufòrbia es pot dividir en 4 subgèneres:

### Esula

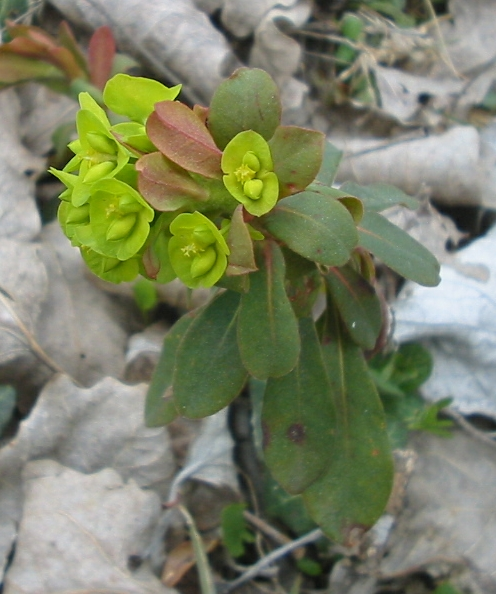
Lleteresa de bosc - Euphorbia amygdaloides
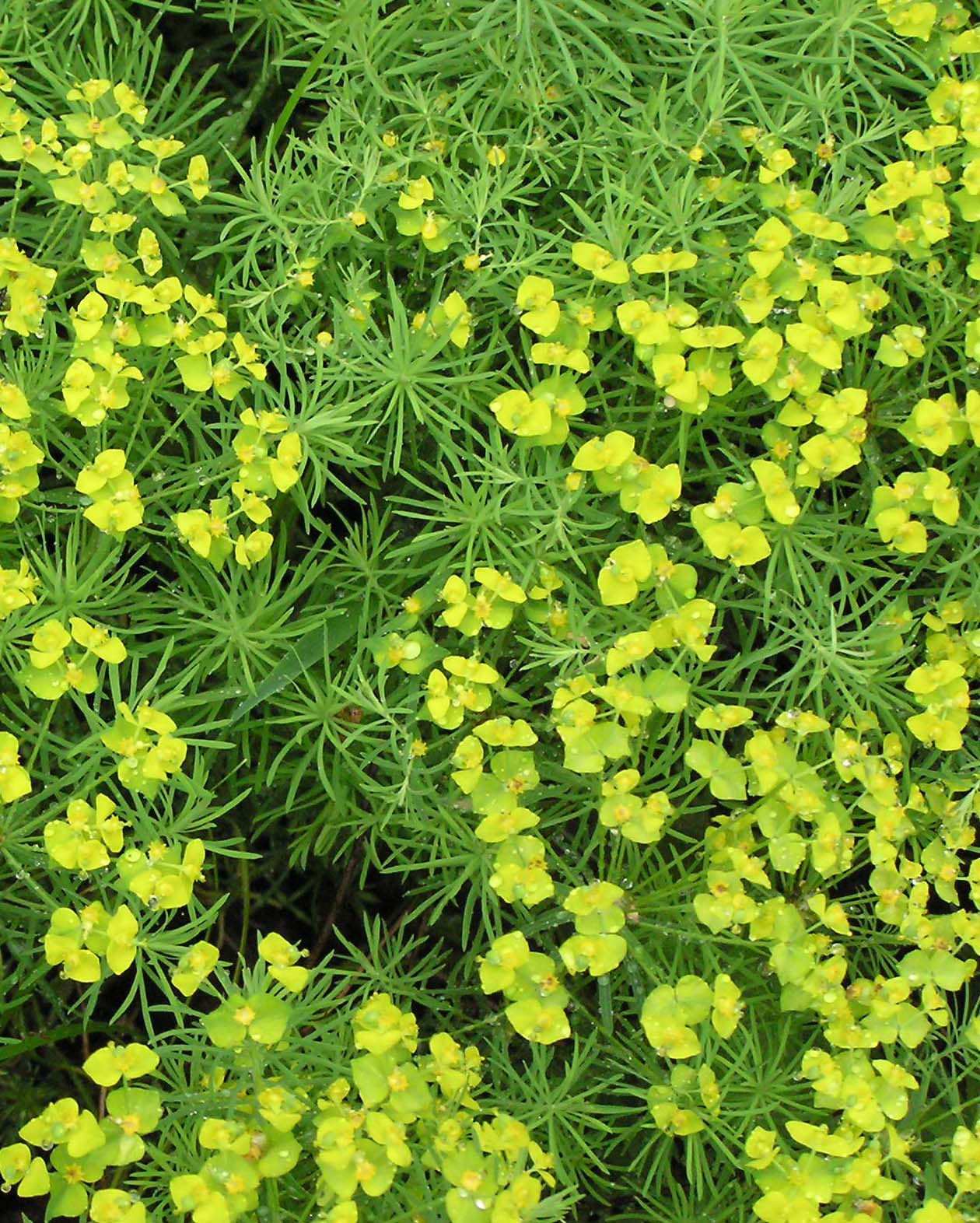
Lleteresa de fulla estreta - Euphorbia cyparissias
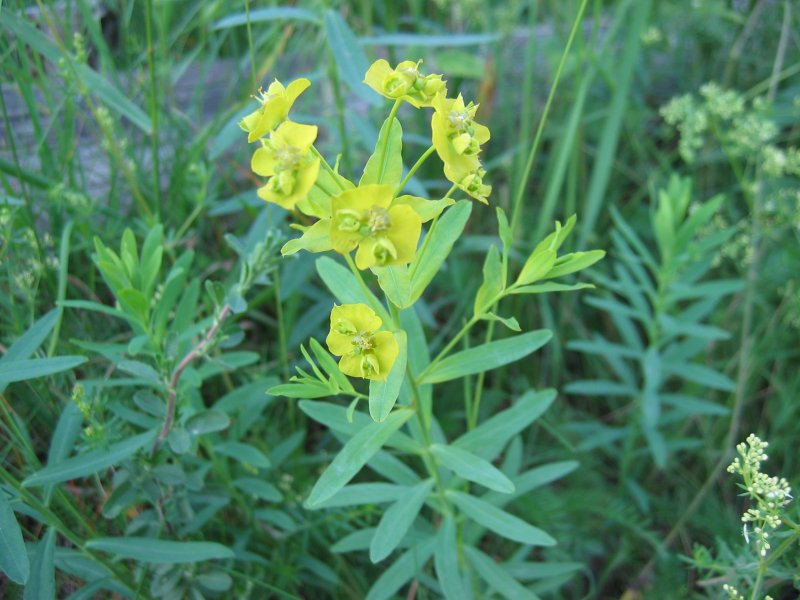
Lleteresa de séquia - Euphorbia esula
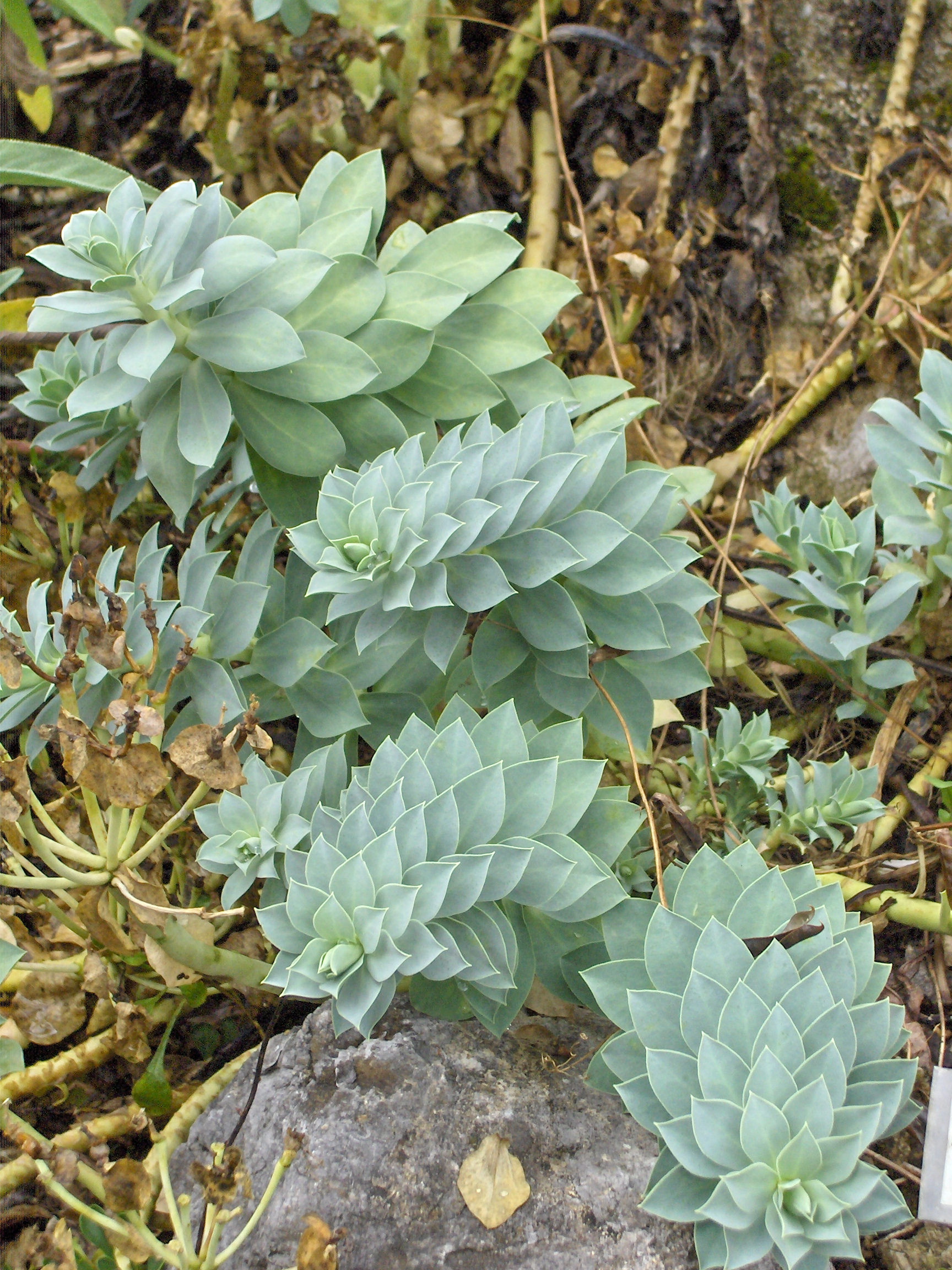
Lleteresa de pedruscall - Euphorbia myrsinites

### Rhizanthium

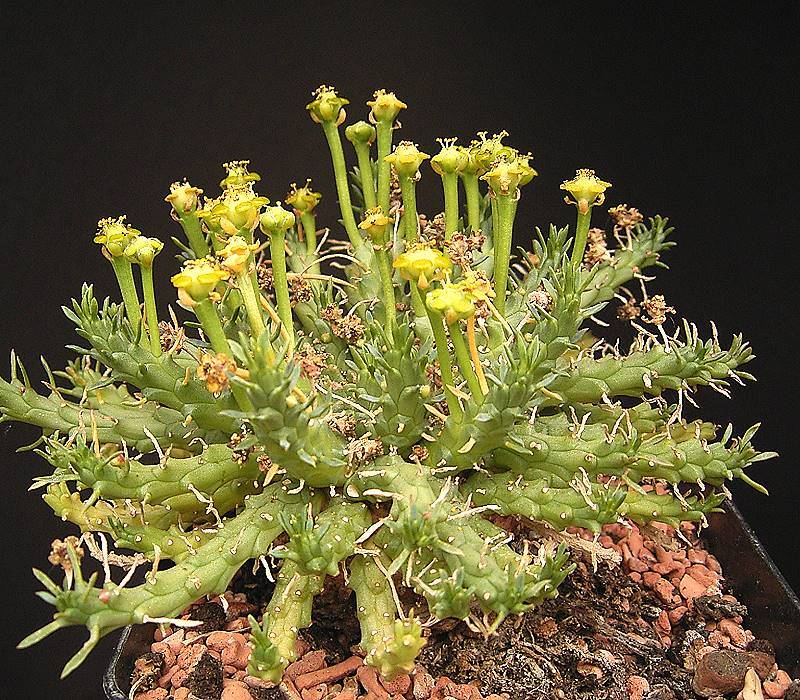
Euphorbia flanaganii
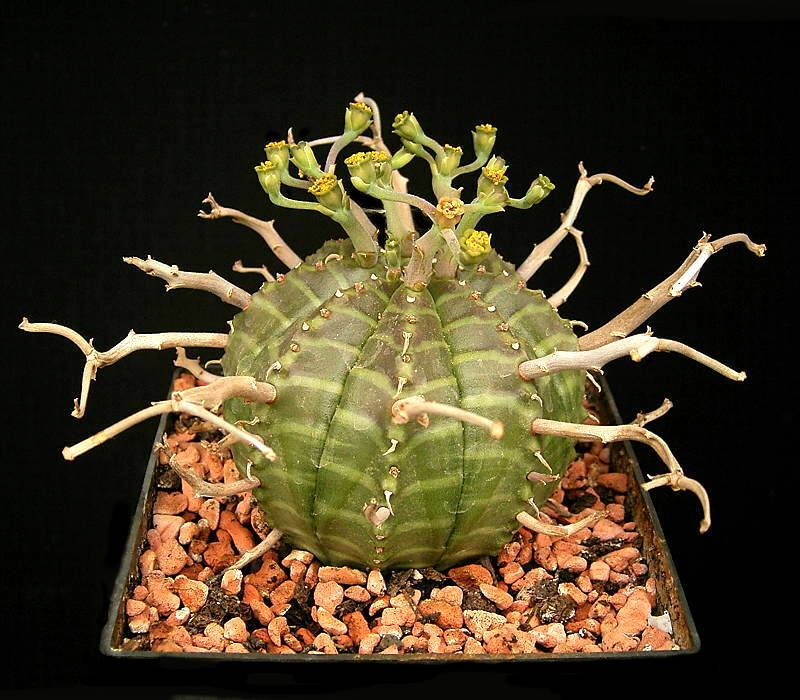
Euphorbia meloformis
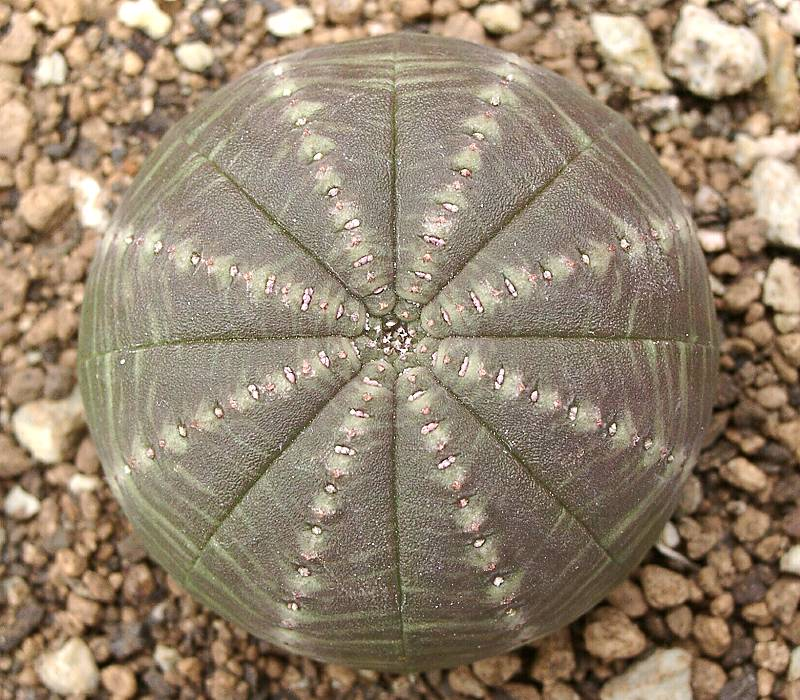
Euphorbia obesa

### Chamaesyce

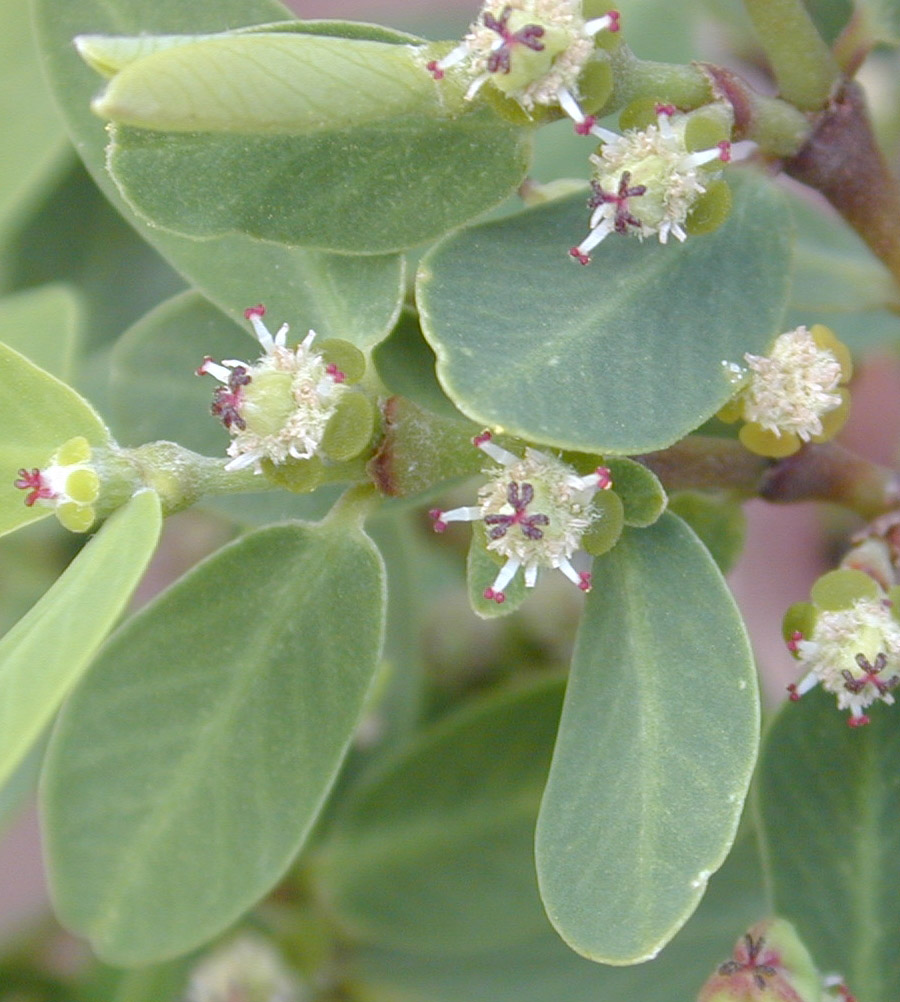
Euphorbia celastroides
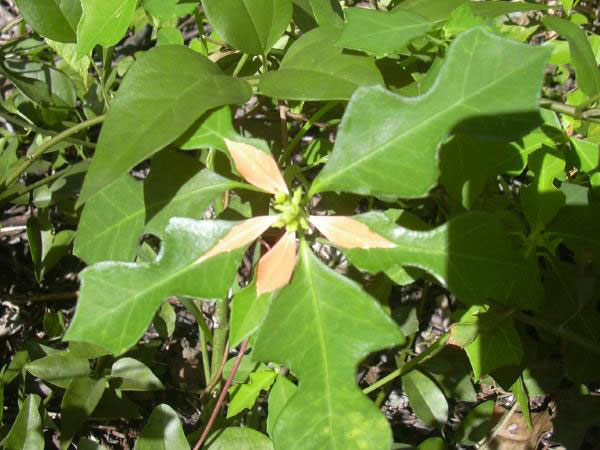
Euphorbia heterophylla
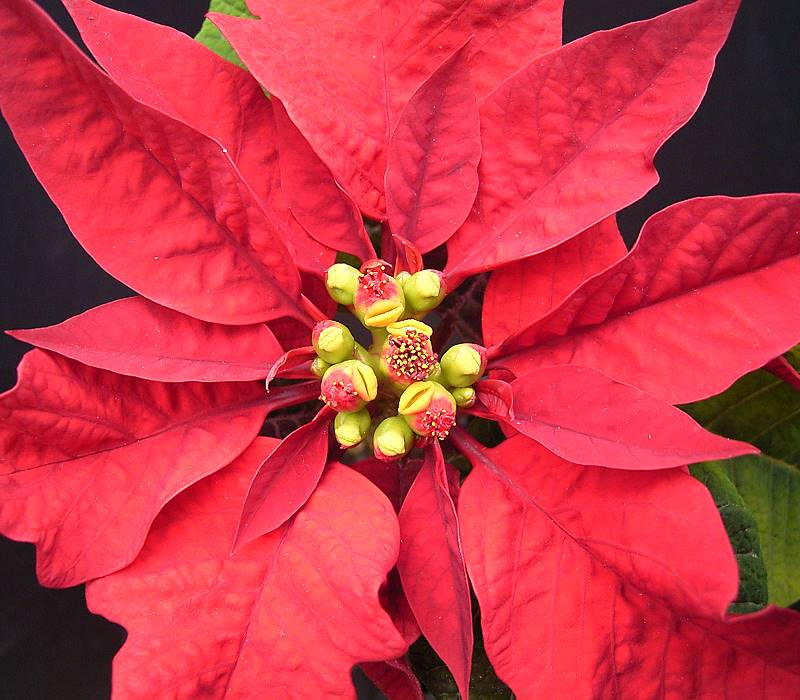
Flor de Nadal - Euphorbia pulcherrima
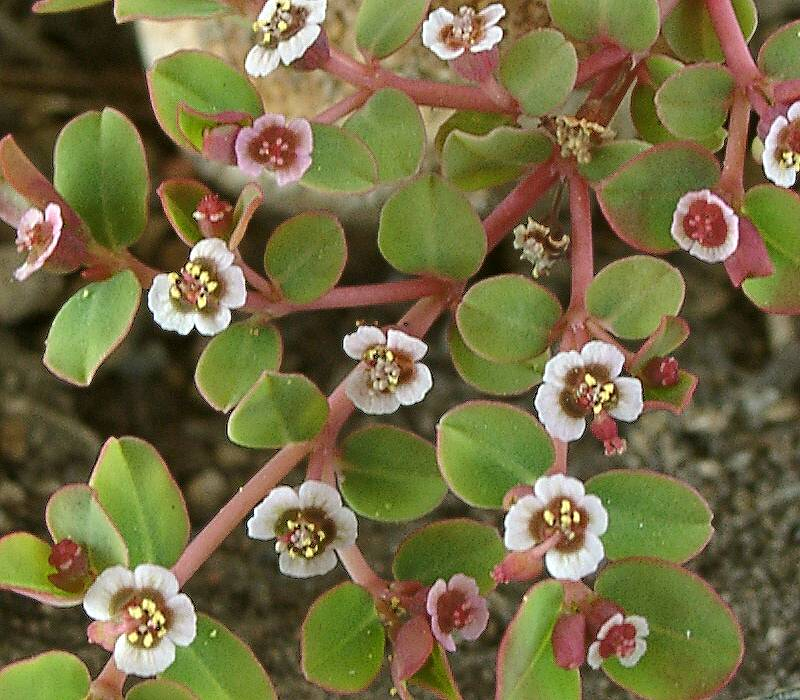
Euphorbia rivae

### Euphorbia

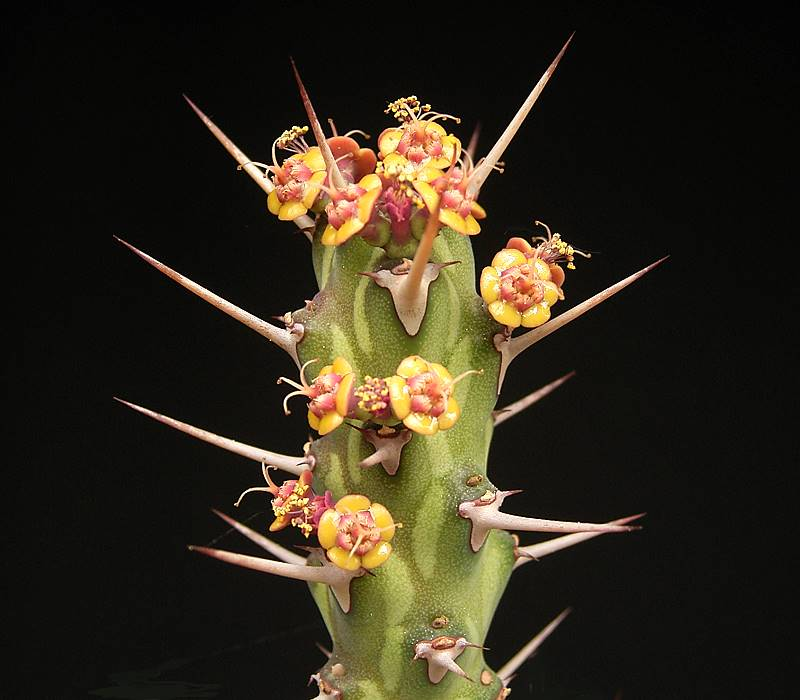
Euphorbia actinoclada
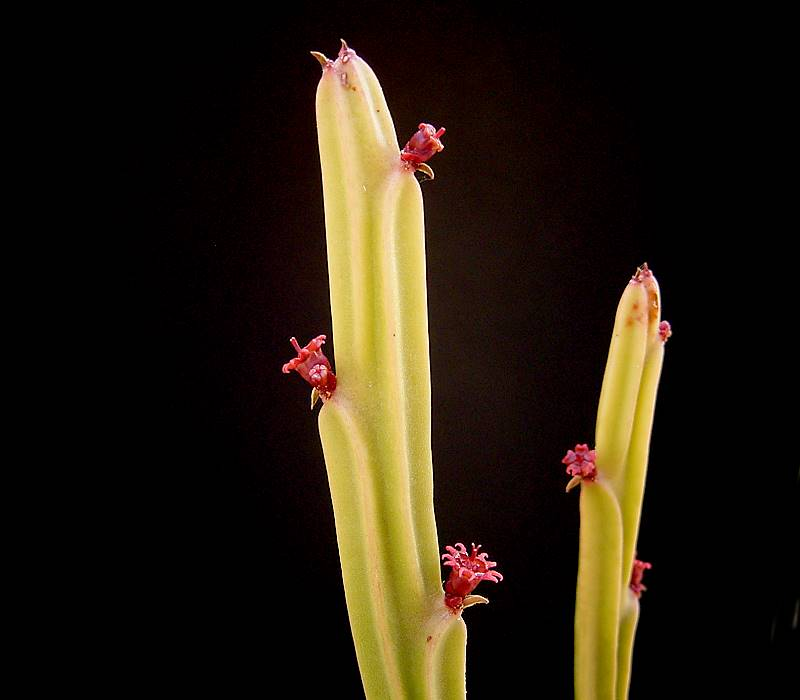
Euphorbia attastoma
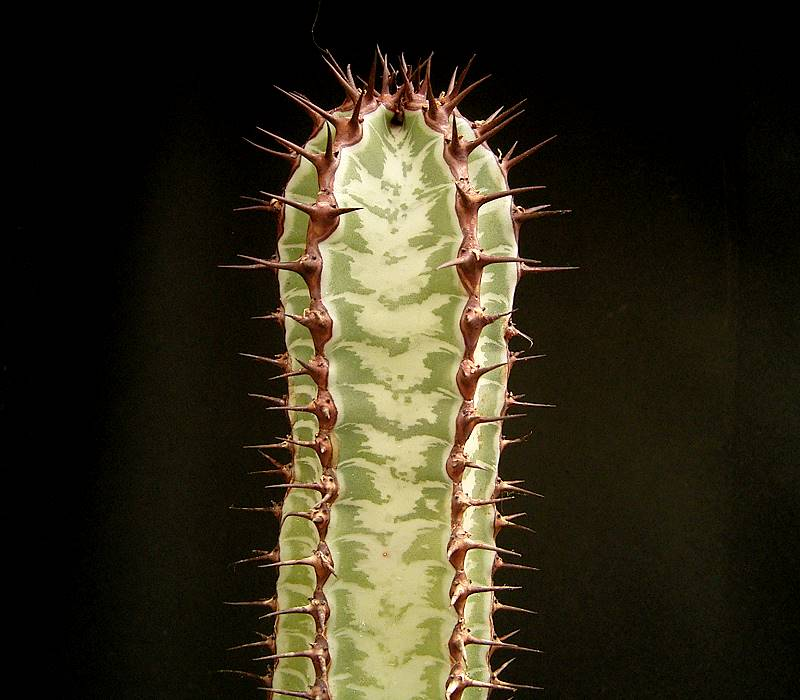
Euphorbia confinalis
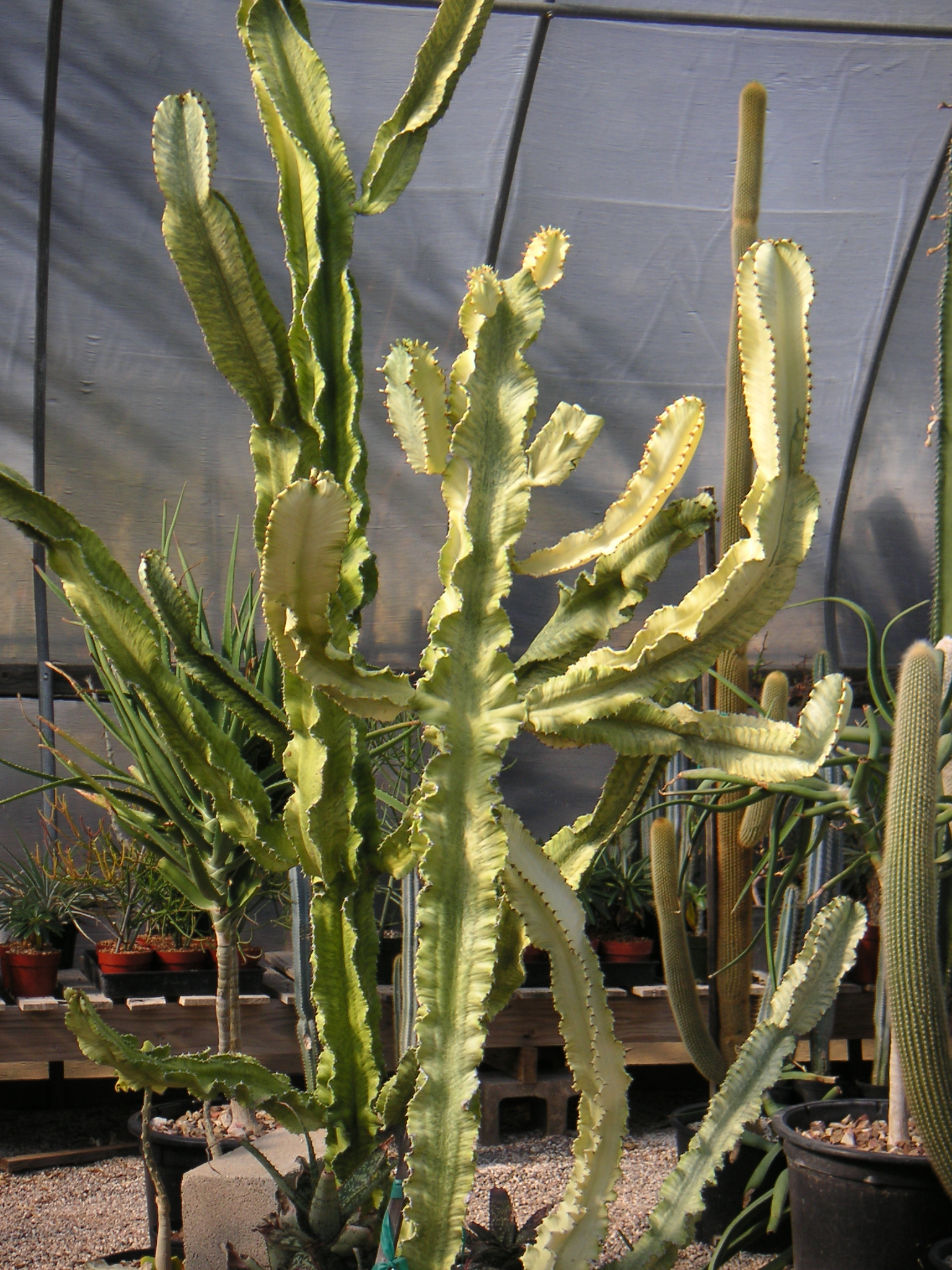
Euphorbia ammak